# Zouaves
Pour le groupe violent, voir Zouaves Paris.
Les zouaves sont des unités françaises d'infanterie légère appartenant à l'Armée d'Afrique, ayant existé de 1830 à 1962.
Le corps des zouaves est créé lors de la conquête de l'Algérie en 1830 par l'incorporation de soldats de la régence d'Alger, mercenaires algériens qui fournissait des troupes à la régence d'Alger dans ses guerres contre les puissances européennes. Unités mixtes à l'origine, à partir de 1842, leur recrutement est exclusivement européen mais redevient mixte de novembre 1942 à mai 1945, après la reformation de l'armée française en Afrique du Nord.
Lamoricière, qui a organisé les premières unités, est considéré comme le « père des zouaves ». « Légendes de l'armée d'Afrique », les zouaves sont souvent associés à l'image des batailles du Second Empire et connus pour leur uniforme singulier.
Les régiments de zouaves sont avec les régiments de tirailleurs algériens parmi les plus décorés de l'armée française.
Ils sont familièrement appelés les zouzous,.
D'autres pays ont créé, pour des durées plus brèves, des unités de zouaves avant (Empire ottoman) ou sur le modèle des troupes de l'armée française : les États-Unis pendant la guerre de Sécession (1861–1865) et le Brésil pendant la guerre du Paraguay (1865–1870) ainsi que les États pontificaux.

## Origine du terme «zouave»
Selon l'opinion la plus répandue, le mot zouave est tiré du terme Zouaoua, nom d’une confédération tribale kabyle du Djurdjura,,.
De ce que les zouaves portaient le nom d'un ancien corps kabyle, il ne faudrait pas conclure que l'effectif en était composé de Kabyles ; ceux-ci, au contraire, y étaient en petit nombre. Les indigènes de la plaine, les Maures, les Coulouglis, etc., participèrent à la nouvelle formation. À ces indigènes vinrent se mêler un grand nombre de Français. Le gouvernement de Juillet venait d'envoyer à Alger les volontaires parisiens et les bataillons de la charte. Les uns entrèrent aux zouaves, et les autres formèrent le 67e régiment de ligne.
Le 15 août 1830, le commandant en chef de l'expédition, le comte de Bourmont, sur les conseils du colonel Alfred d'Aubignosc, procède au recrutement des 500 premiers zouaves à partir du contingent qui a servi l'Empire ottoman. Son successeur, le général Clauzel, annonce le 8 septembre 1830 dans une lettre au général Gérard, ministre de la guerre, la formation d'un « corps d'Arabes zouaves » 
Quentin Chazaud définit leur origine en ces termes : « Le « corps des zouaves » est improvisé en 1830 sur le terrain algérien puis régularisé par ordonnance royale entre 1831 et 1832 pour encadrer, en les dotant d'officiers et sous-officiers français, les supplétifs kabyles de la tribu des Zwawa, anciens fournisseurs de janissaires pour la régence barbaresque,. » Toutefois Marcel Emerit  précise que si le mot « "zouave" est sans doute la déformation française de Zaouaoua, nom d'une tribu kabyle qui fournissait des mercenaires aux Turcs », le terme était utilisé avant 1830. Il cite un document daté de 1623 qui traite de la population de la ville d'Alger dans lequel on peut lire : « Dans le nombre susdit il peut avoir des gens pour porter les armes 20 000 personnes dans lequel nombre y sont compris 10 000 genisseres payés, et à ce nombre aussy comprins 5 000 zouaves c'est-à-dire mores de paye ». Selon lui la forme française « zouave »  existait donc déjà bien avant 1830 et « il est probable qu'elle se conserva dans les milieux d'Alger où l'on parlait notre langue »,.
Selon une autre opinion, celle d'un interprète militaire de Tlemcen, le substantif masculin « zouave », prononcé /zwav/, est emprunté à l'arabe algérien, adjectif verbal du verbe « zahafa » qui signifie ramper, évoquant l’idée du tirailleur se déplaçant à l’abri des regards indiscrets, dont le gérondif est zouaf. Toutefois selon l'amicale des anciens du 2e zouaves il s'agit d'une « hypothèse étymologique intéressante qui ne résiste pas aux faits historiques ».

## Histoire des zouaves français

### Conquête de l'Algérie

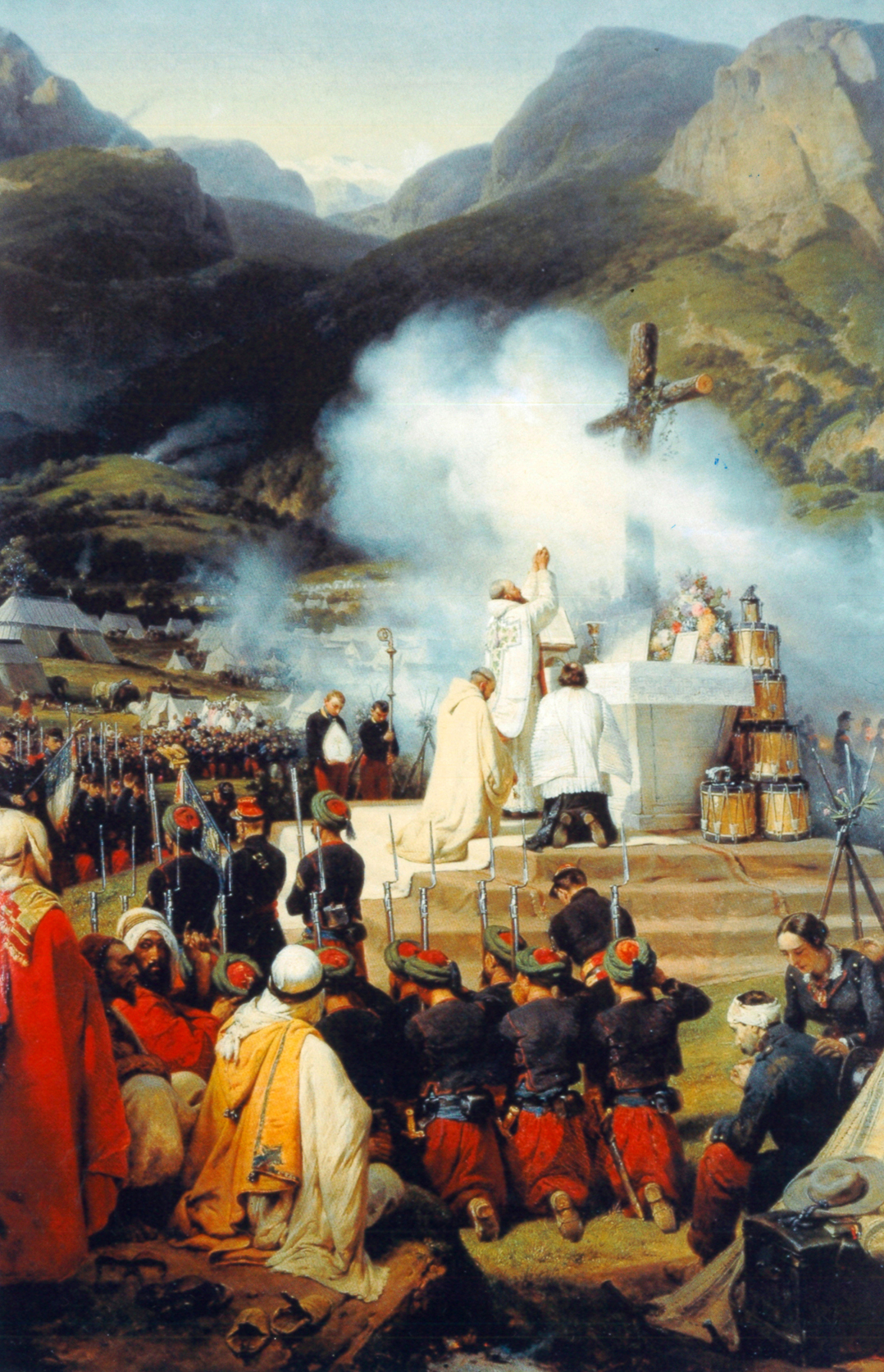
Première messe en Kabylie par Horace Vernet.

En juin 1830, l'armée française débarque à Sidi-Ferruch et, après la bataille de Staoueli suivie de la prise du fort de l'Empereur, obtient la reddition d'Alger le 5 juillet, l'antique métropole des pirates barbaresques.
Le 15 août 1830, le commandant en chef de l'expédition, le comte de Bourmont, sur les conseils du colonel Alfred d'Aubignosc, procède au recrutement des 500 premiers zouaves à partir du contingent qui a servi l'Empire ottoman. Son successeur, le général Clauzel, annonce le 8 septembre 1830 dans une lettre au général Gérard, ministre de la guerre, la formation d'un « corps d'Arabes zouaves » , et prescrit, par arrêté du 1er octobre 1830, l'organisation, sous le nom de Zouaves, de deux bataillons, placés sous les ordres des capitaines Duvivier et Maumet, formant corps et composés de 8 compagnies de 100 hommes. Les officiers, sous-officiers et caporaux sont choisis parmi les volontaires de toutes armes du corps expéditionnaire et les militaires qui ont combattu avec les Grecs et viennent chercher de nouvelles aventures en Algérie. Les soldats doivent être tous indigènes. Ce recrutement n'allant pas rapidement, le général grossit l'effectif en y incorporant les volontaires de la Charte et en autorisant l'enrôlement d'étrangers. Les débris des Zouaouas qui avaient été au service du Dey d'Alger ainsi que des Arabes, des Maures, des Koulouglis rejoignent le corps des zouaves. Quoique le recrutement soit mixte, les soldes sont identiques pour les indigènes et pour les Français. Une tentative d'incorporer des « volontaires parisiens » se solde par un échec et ces volontaires forment ensuite le 67e régiment d'infanterie.

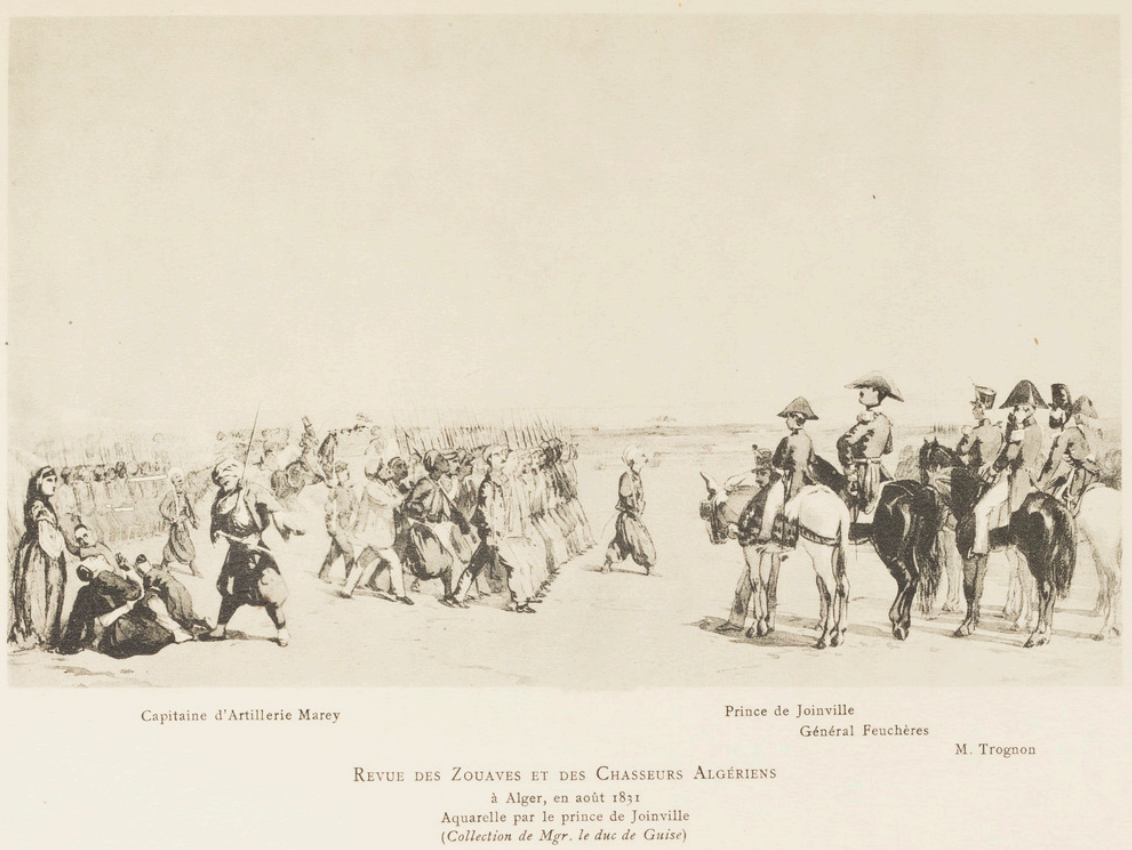
Revue des zouaves et des chasseurs algériens (zouaves à cheval) commandés par le capitaine Marey, en août 1831, par François d'Orléans, prince de Joinville et le général Feuchères.

L'ordonnance royale du 21 mars 1831 confirme cette formation ainsi que celle de deux escadrons de zouaves à cheval, sous la dénomination de « chasseurs algériens », dont le premier commandant est le capitaine Marey-Monge, formation éphémère intégrée dès mars 1832 aux chasseurs d'Afrique.
D'octobre 1830 à janvier 1831, ils combattent le bey de Tittery et occupent Blida et Médéa. Leur premier succès remarqué a lieu le 3 juillet 1831 au col de Mouzaïa, lorsqu'ils couvrent la retraite de la garnison de Médéa.
Après l’euphorie des débuts (égalité de traitement entre indigènes et Français), pour certains, deux erreurs majeures empêchèrent le développement normal du corps des zouaves. En effet, les capacités de recrutement en indigènes de la région d’Alger auraient été largement surestimées, et plus grave encore, aucun des cadres français n'aurait pensé à l’adaptation à l’activité militaire d'indigènes ayant d’autres habitudes de vie et une autre religion. Ceci provoque l'ordonnance du 7 mars 1833 qui dissout les deux bataillons pour en créer un seul (environ 1 400 hommes), commandé par Lamoricière (entré au corps des zouaves comme capitaine le 1er novembre 1830), toujours mixte, à  dix compagnies, dont huit compagnies indigènes et deux entièrement françaises, mais avec des conditions de recrutement désormais plus strictes pour les Indigènes (durée du service…). Ainsi on peut accroître le recrutement parmi les Français qui se sont installés à Alger. Les résultats ne se font pas attendre et, dès décembre 1835, un deuxième bataillon mixte est levé, formant un régiment placé sous le commandement de Lamoricière. Un troisième bataillon est créé en 1837.
Les zouaves de Lamoricière se distinguent ensuite lors du siège de Constantine du 10 au  13 octobre 1837.

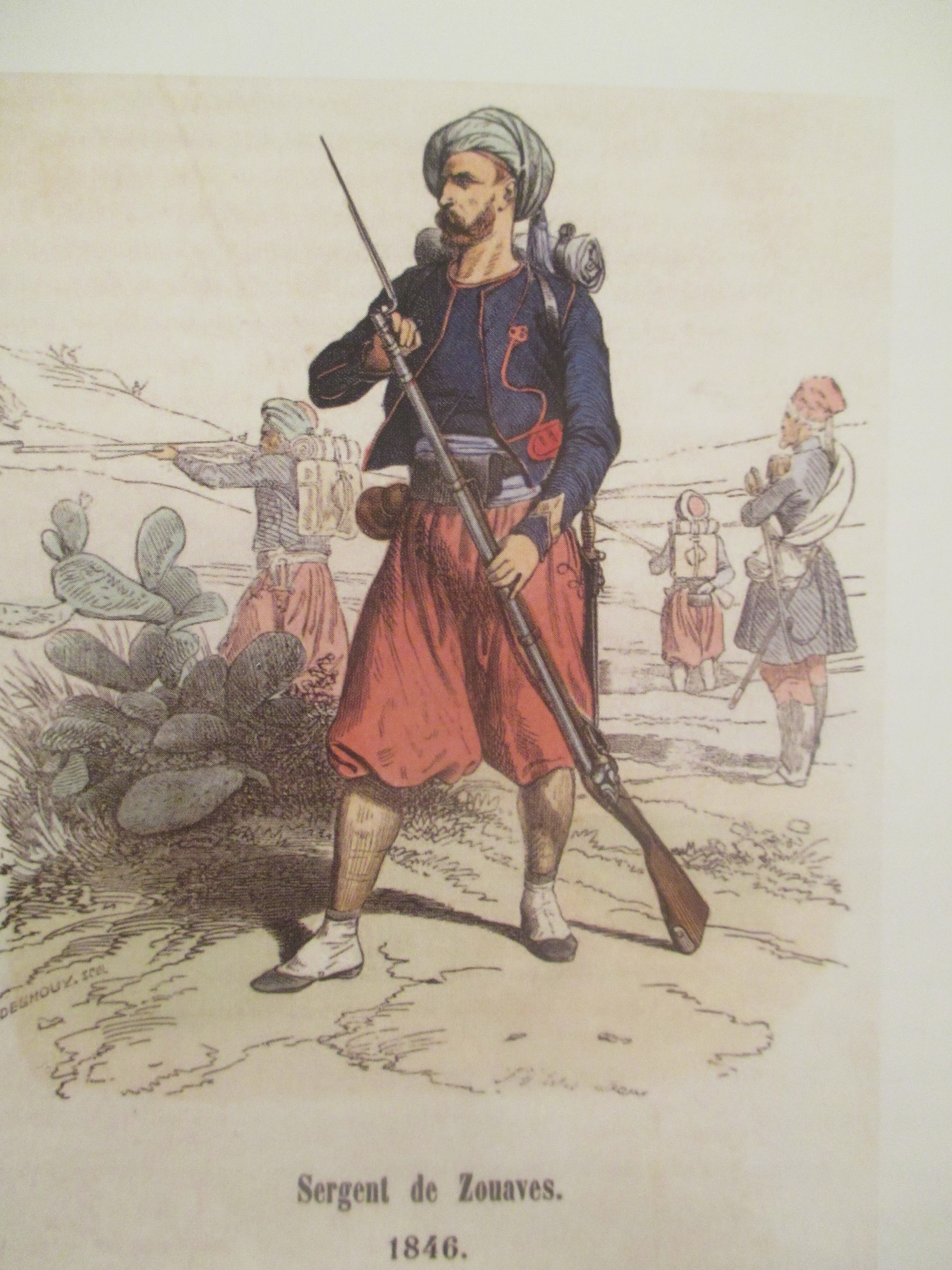
Sergent de Zouave en 1846.

Le 3 juillet 1840, le colonel Lamoricière est promu maréchal de camp. Le colonel Cavaignac prend le commandement des zouaves.
L'ordonnance du 8 septembre 1841, qui réorganise la composition de l'Armée française, indique la formation d’un régiment de zouaves formé de trois bataillons de neuf compagnies constitués dorénavant presque exclusivement (seule subsiste une compagnie indigène par bataillon) de métropolitains et de Français d'Afrique du Nord avec une forte minorité de Juifs algériens (souvent près d'un quart) pour un effectif d'environ 3 100 hommes. Cette ordonnance reçoit son effet en mars 1842. Le colonel Cavaignac, déjà à la tête du corps depuis juillet 1840, devient le commandant du régiment ; les trois chefs de bataillon sont Saint-Arnaud, d'Autemarre et Frémy. À la même période, les autochtones forment alors les tirailleurs algériens, les Turcos, créés par l'ordonnance du 7 décembre 1841.
Les zouaves se distinguent à nouveau lors de l'expédition de l'Ouarsenis (1842), à la bataille  d'Isly (1844), et prennent Zaatcha en 1849.
Avant la création des trois premiers régiments en 1852, les premiers chefs de corps des zouaves auront été Duvivier et Maumet (1830), Lamoricière (1833), Cavaignac (1840), Ladmirault (1844), Canrobert (1848), d'Aurelle de Paladines (1850) et Bourbaki (1852).
Le 13 février 1852, Louis-Napoléon signe un décret portant à trois le nombre de régiments de zouaves, chacun des trois bataillons existants formant le noyau des nouveaux régiments ainsi créés. Et pour les distinguer entre eux, une couleur est appliquée au tombeau de la veste : ils sont de toutes les campagnes de la pacification en Algérie : prise de Laghouat (1852), expédition des Babors (1853), Kabylie (1857), insurrection de 1871
- le 1er cantonne à Blidah, en Algérois, tombeau garance, commandé par le colonel Bourbaki ;
- le 2e à Oran (caserne du Château Neuf) en Oranais, tombeau blanc, commandé par le colonel Vinoy ;
- le 3e à Philippeville (caserne de France) en Constantinois, tombeau jaune, commandé par le colonel Tarbouriech .

### Campagnes du Second Empire
Par décret du 1er février 1852, Napoléon III porte leurs effectifs de trois bataillons à trois régiments, puis à quatre en 1854 (le quatrième étant affecté à la Garde impériale). Les zouaves se distinguent en plusieurs occasions lors des campagnes du Second Empire.

#### Guerre de Crimée

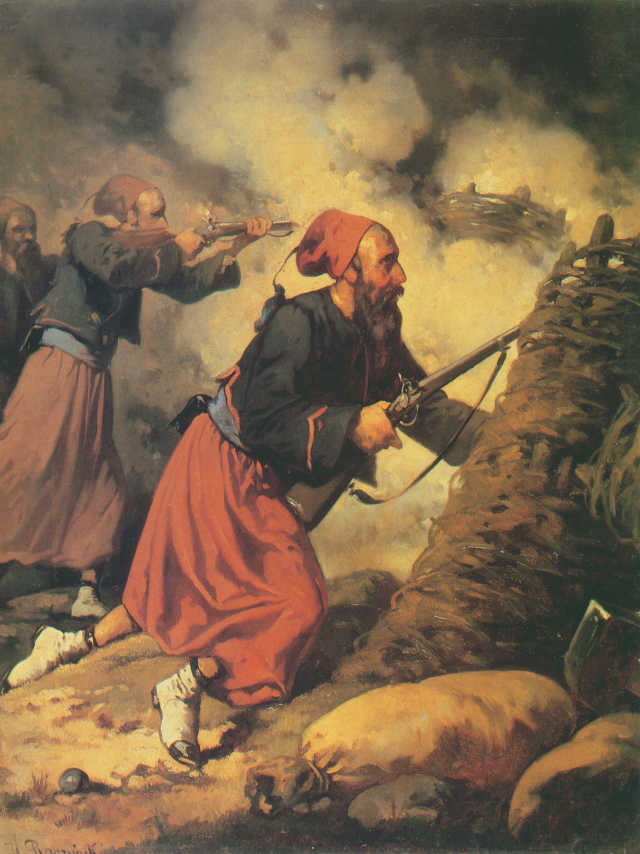
Zouaves durant la guerre de Crimée.

La guerre de Crimée est la première campagne des zouaves en dehors de l'Algérie.
En Crimée, à la bataille de l'Alma, le 3e régiment de zouaves prend par surprise les Russes en gravissant des escarpements rocheux, en s'emparant de leur artillerie puis en la retournant contre eux. Cette action participe grandement à faire tourner la bataille en faveur des alliés.
C'est en hommage à cette victoire qu'est réalisé le zouave du pont de l'Alma, sur la Seine, à Paris. Pour sa part, le maréchal de Saint-Arnaud, qui dirige les forces françaises, leur rend hommage en demandant à une de leurs compagnies d'escorter sa dépouille. Ceci incite l’empereur Napoléon III à créer un régiment de zouaves pour sa Garde impériale, en récompense.
Ils font encore des prouesses lors des batailles de Balaklava et d'Inkerman.
Trois des sept régiments qui participent à la prise de la tour Malakoff sont des régiments de zouaves. Ils y ont gagné une renommée immortelle pour leur rôle dans la chute du siège prolongé et coûteux du port forteresse de Sébastopol. Le 8 septembre 1855, le maréchal MacMahon conduisit des soldats du 1er régiment de zouaves dans une charge qui envahit le Malakoff, l'immense tour fortifiée en pierre qui était la cheville ouvrière des défenses de la ville russe. Cela a mis fin au siège de Sébastopol de 349 jours, et finalement à la guerre de Crimée.

#### Campagne d'Italie (1859)

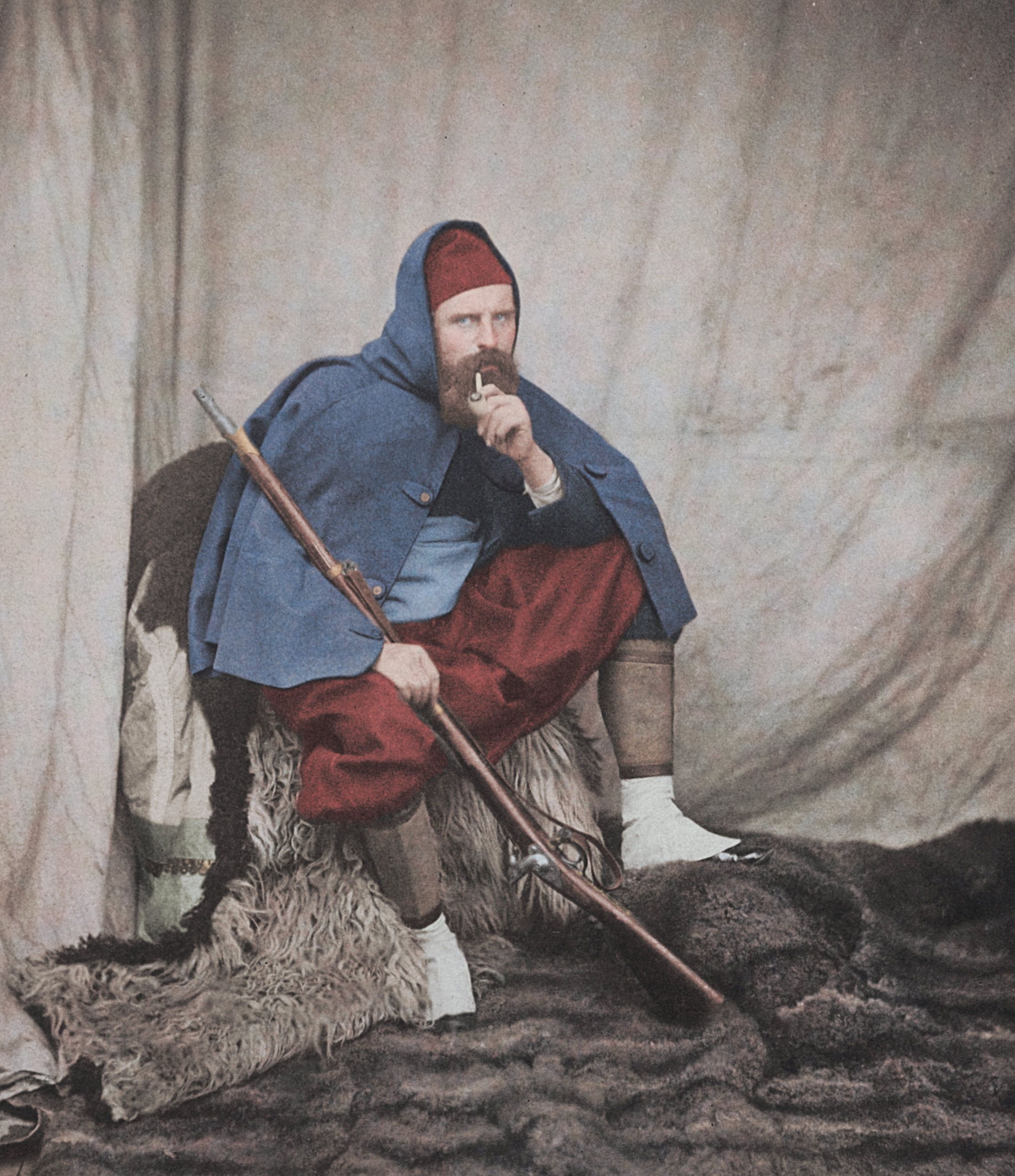
Le photographe britannique Roger Fenton habillé en fantassin zouave, Crimée, en 1855.

La guerre paraissant inévitable avec l'Autriche, un décret du 14 mars 1859 organisa les régiments de zouaves à trois bataillons de guerre à six compagnies et un dépôt formé avec les 7e, 8e et 9e compagnies de chaque bataillon.
Entre plusieurs escarmouches contre des tribus sans cesse en révolte en Kabylie, la campagne d'Italie contre les Autrichiens est engagée. Les zouaves s'illustrent aux batailles de Magenta et de Solférino. Le drapeau du 2e zouaves se pare de l'ordre de la Légion d'honneur le 20 juin 1859, récompense pour la prise du drapeau du 9e régiment d'infanterie autrichien à la bataille de Magenta (fait d'armes de l'adjudant Savien et du zouave Daurière).
Les zouaves se distinguent pendant toute la campagne d'Italie, de même le 3e régiment de zouaves à la bataille de Palestro, le 31 mai 1859. À la suite de cette bataille, le régiment promeut le roi de Sardaigne Victor-Emmanuel II, caporal d'honneur du régiment.

#### Expédition du Mexique 1861-1864
Pendant l'expédition du Mexique, les 1er, 2e et 3e régiments de zouaves se distinguent. Pour couvrir les immenses étendues mexicaines, des unités de zouaves montés sont recréées, de façon éphémère. Ce sont les escadrons de zouaves à cheval. Le 9 novembre 1863 le drapeau du 3e zouaves est décoré de la l'ordre de la Légion d'honneur. Lors de cette période, des opérations impliquant des unités de zouaves sont menées au Maroc.

#### Guerre franco-prussienne de 1870

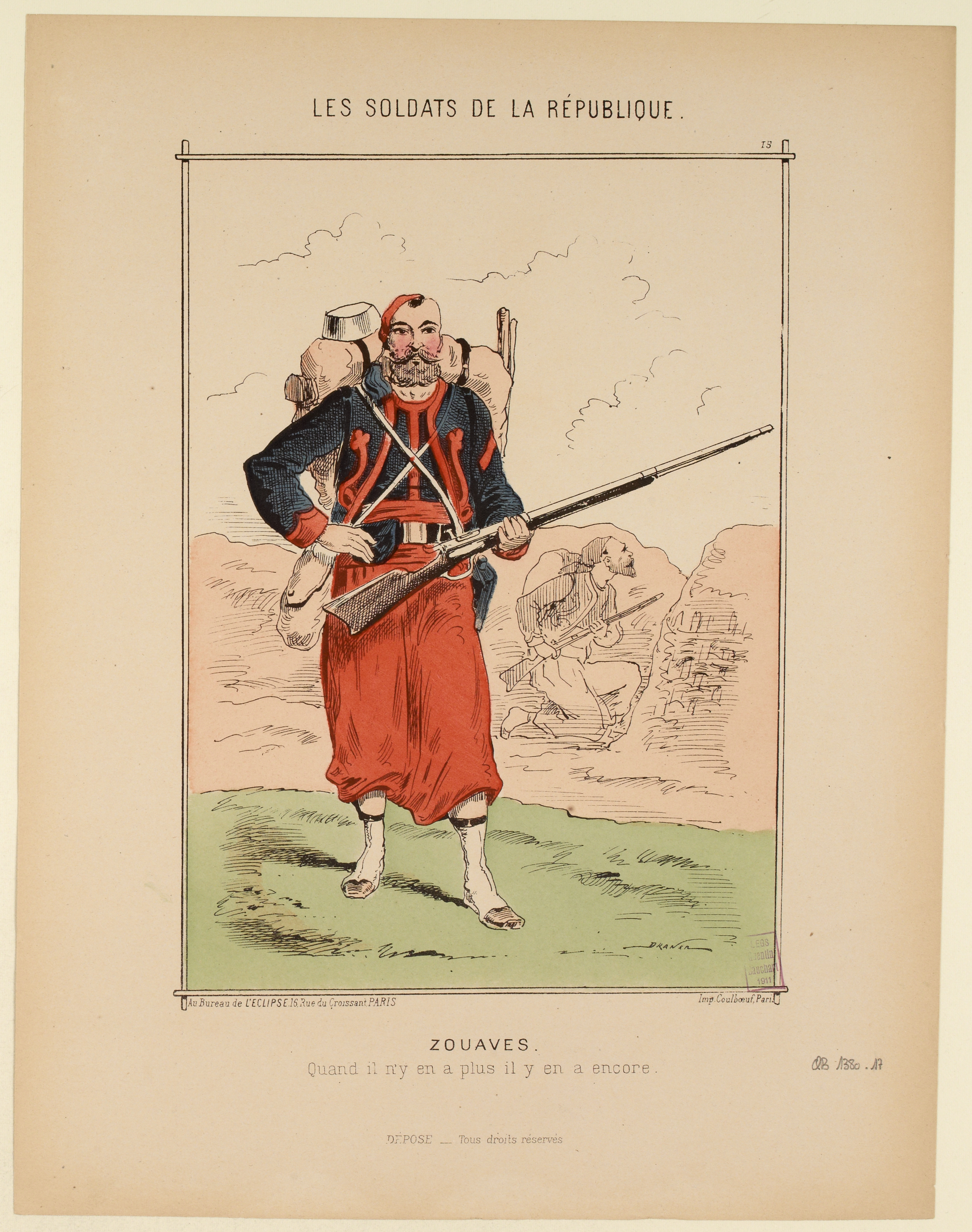
Les Soldats de la République, dessin de Draner, 1871.

En juillet 1870, la France déclare la guerre à la Prusse, et malgré les infortunes des combats, les régiments de zouaves se couvrent de gloire, surtout à la bataille de Frœschwiller-Wœrth, où les trois régiments sont fort éprouvés dans des charges désespérées à la baïonnette de leur fusil Chassepot. Le régiment des zouaves de la Garde impériale s’engage dans les combats de Rezonville. Mais, après le drame de Sedan et au lendemain de la proclamation de la République, il est dissous. C’est alors au sein de l’armée de la Défense nationale que le 28 octobre 1870 est levé le 4e régiment de zouaves, qui participe aux batailles de Châtillon, Villiers-sur-Marne, Champigny ou encore Héricourt dans l’Est. Mais la terrible défaite française ébranle l’armée française et ses zouaves.

### IIIeRépublique

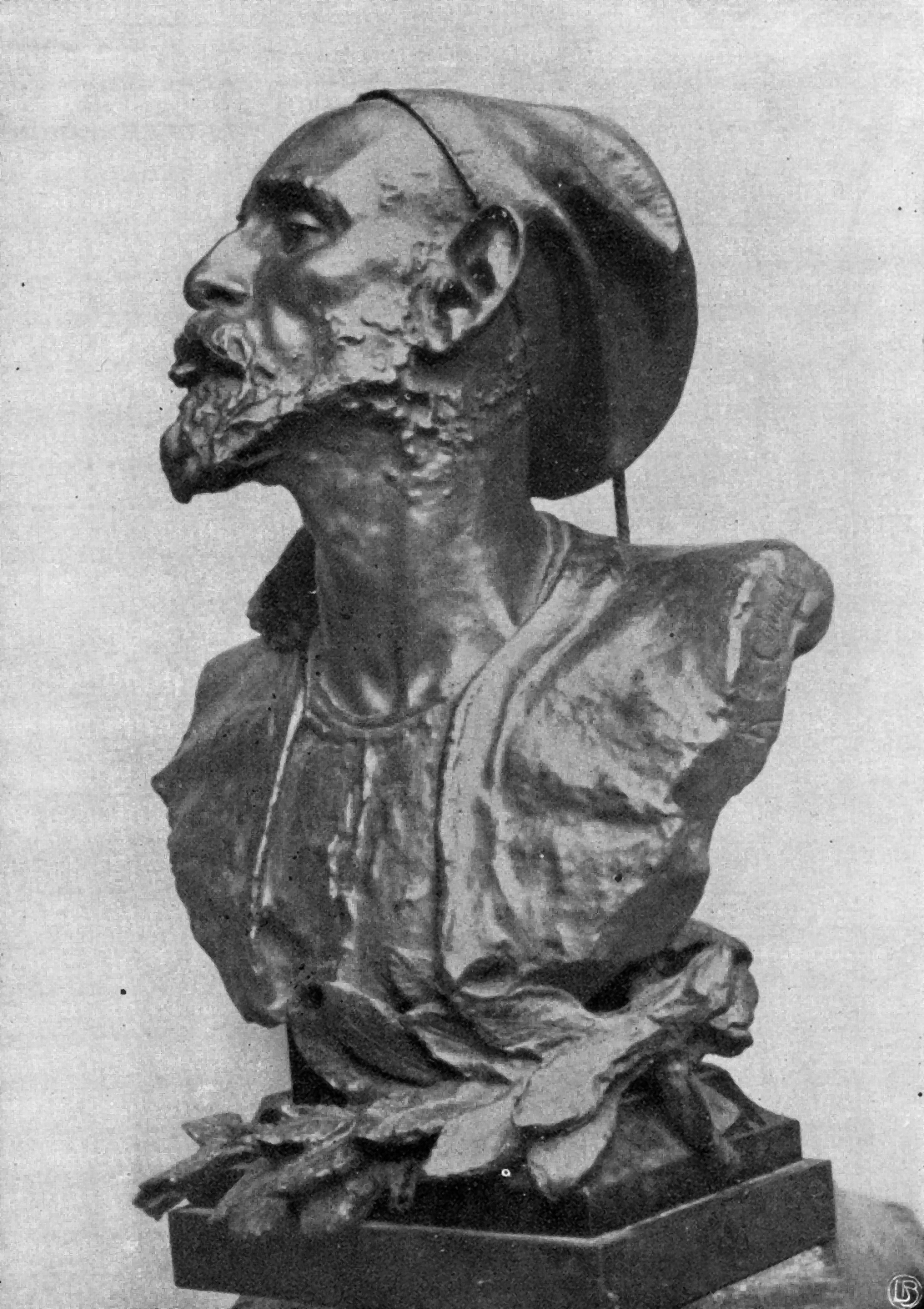
Le Zouave, buste en plâtre par Renzo Colombo.

Les quatre régiments de zouaves sont reconstitués en 1872. Ils participent à des opérations de maintien de l'ordre d'ampleurs diverses en Algérie et en Tunisie (années 1880 et 1890), puis à la pacification du Maroc. De 1907 à 1912, de nombreuses opérations au Maroc aboutissent au traité de Fès en 1912, et au Protectorat français sur la région. Les zouaves envoient huit bataillons au Maroc, par le biais des régiments de marche.
En 1881, la Tunisie passe sous protectorat français, Tunis (caserne Saussier et La Manouba) et Bizerte (caserne Japy) deviennent les villes de garnison du 4e Zouaves. La couleur du tombeau de la veste est le bleu foncé, qui est la couleur du fond.

#### Expédition du Tonkin
À partir de 1883, les événements à Hanoï au Tonkin, contraignent la France à envoyer ses troupes en Indochine, les expéditions du Tonkin, et les zouaves prennent tout naturellement part à cette campagne, notamment par la création d’un « régiment de marche de zouaves » pour l’expédition de Chine en 1900, dissous après cette même expédition.
Des éléments zouaves sont envoyés lutter contre les Pavillons noirs au Tonkin (1883). Le 3e occupe le Tonkin et l'Annam (1887).
À la suite de la loi du 9 février 1899, et dès 1901, chaque régiment de zouaves envoie un bataillon en France métropolitaine. Le 5e bataillon des 1er et 4e vient autour de Paris (forts de Rosny, de Choisy et de Nogent), et pour les 2e et 3e régiments, ces bataillons cantonnent près de Lyon (camps de Sathonay et La Valbonne), ce qui rend la tenue des zouaves familière et populaire auprès de la population.

### Première Guerre mondiale

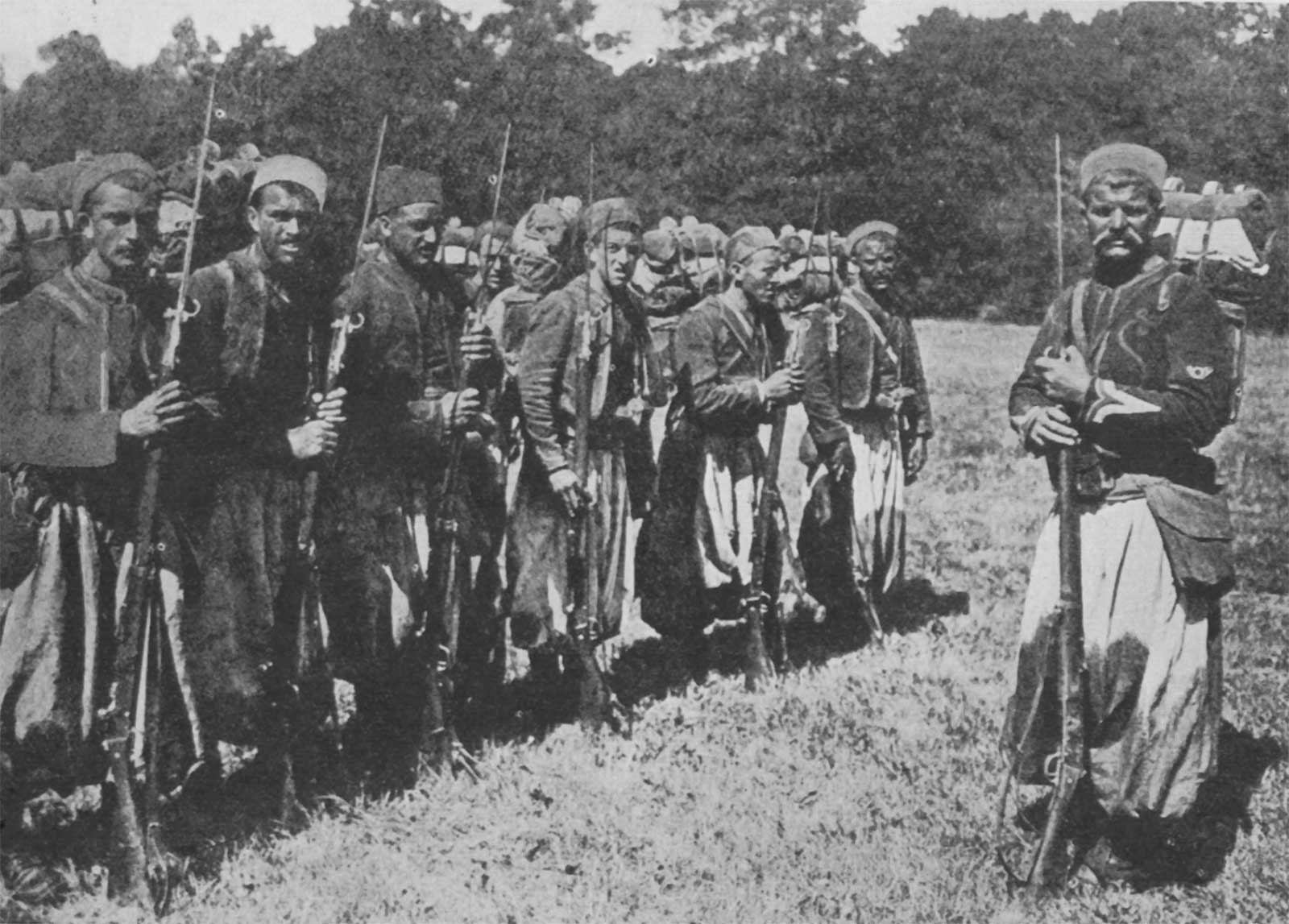
Zouaves durant la Première Guerre mondiale (1914-1918), équipés de fusils Lebel Mod.1886 M.93 avec baïonnette.

Suivant le plan de mobilisation, les zouaves prennent part à la Grande Guerre par « régiments de marche de zouaves » (RMZ), ce qui permet de laisser en Afrique du Nord une unité de dépôt correspondante. Quelques régiments se composent de deux bataillons de tirailleurs et d'un de zouaves, ils forment alors les « régiments mixtes » (RMZT).
Août 1914, arrivent au front des bataillons sortis des quatre régiments d’active. Les bataillons du 2e régiment de marche servent au Levant.
En décembre 1914 et en janvier 1915, se forment de nouveaux régiments de zouaves, trois formés en Algérie :
- le 7e (issu de bataillons des 1er et 4e Zouaves), qui deviendra mixte, puis finalement RMTA (régiment de marche de tirailleurs algériens) ;
- le 2e bis (issu de bataillons de réserves du 2e Zouaves) ;
- le 3e bis (issu de bataillons de réserves du 3e Zouaves).

Deux formés au Maroc :
- le 8e (issu du RMZ de la Division marocaine composé des bataillons suivants : I/1er, III/2e, II/3e et IV/3e Zouaves) ;
- le 9e (issu du RMZ de la 3e Brigade du Maroc composé[28] des bataillons suivants : II/1er, III/1er et I/4e Zouaves).

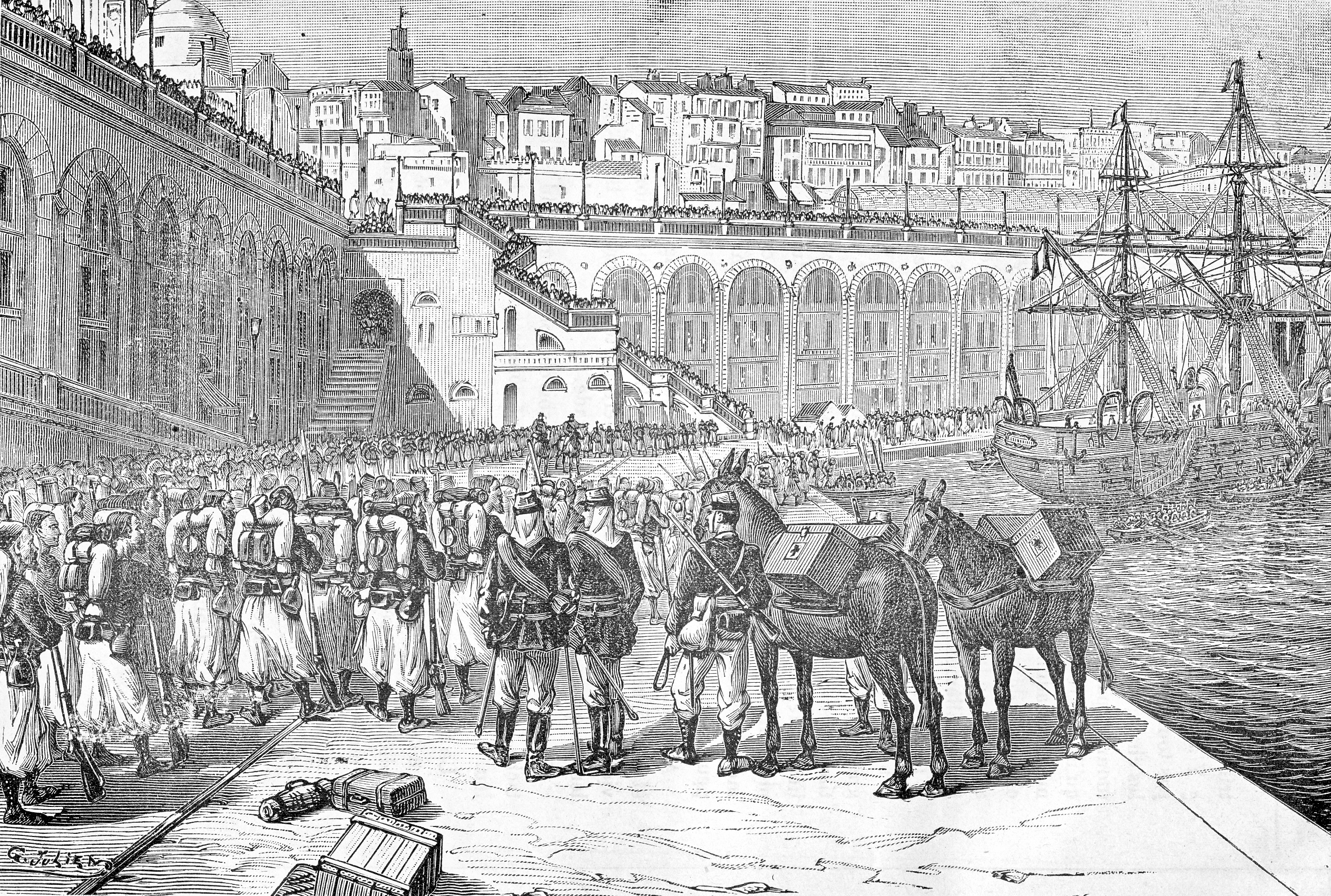
Un bataillon de zouaves embarque à Alger pour l'expédition du Tonkin en 1885.

Après les premières batailles, l'état-major consent à réformer la tenue du zouave - dite « à l'orientale » - jugée trop voyante et inadaptée pour le théâtre des opérations en métropole (de même que celle du tirailleur), en adoptant en 1915, la tenue de drap kaki - dite « moutarde » - si caractéristique de l'armée d'Afrique et des troupes coloniales d’alors. Seules la chéchia et la ceinture de laine bleue permettent alors de discerner les zouaves des autres combattants français, et de très près, les pattes de collet de fond kaki à soutaches et numéros garance.
Plusieurs unités seront décorées lors de cette guerre :
- quatre des régiments de zouaves ont la fourragère rouge de la Légion d’honneur : les 4e, 8e et 9e Zouaves : sept citations, le 3e : six citations ;
- les 1er et 2e régiments la fourragère verte et jaune de la médaille militaire, cinq citations chacun, ainsi que le 3bis avec quatre citations ;
- le 2bis, la fourragère de la croix de guerre 1914-1918, verte et rouge avec une citation.

Le 5 juillet 1919 les drapeaux des 8e et 9e Zouaves sont décorés de la Légion d’honneur et le 3e Régiment de la médaille militaire.
Les zouaves seront alors avec les tirailleurs nord-africains parmi les régiments les plus décorés. Un site porte leur nom (la vallée des Zouaves) en souvenir des durs combats qu'ils menèrent à Souchez (Pas-de-Calais) en 1915.

### Entre-deux-guerres

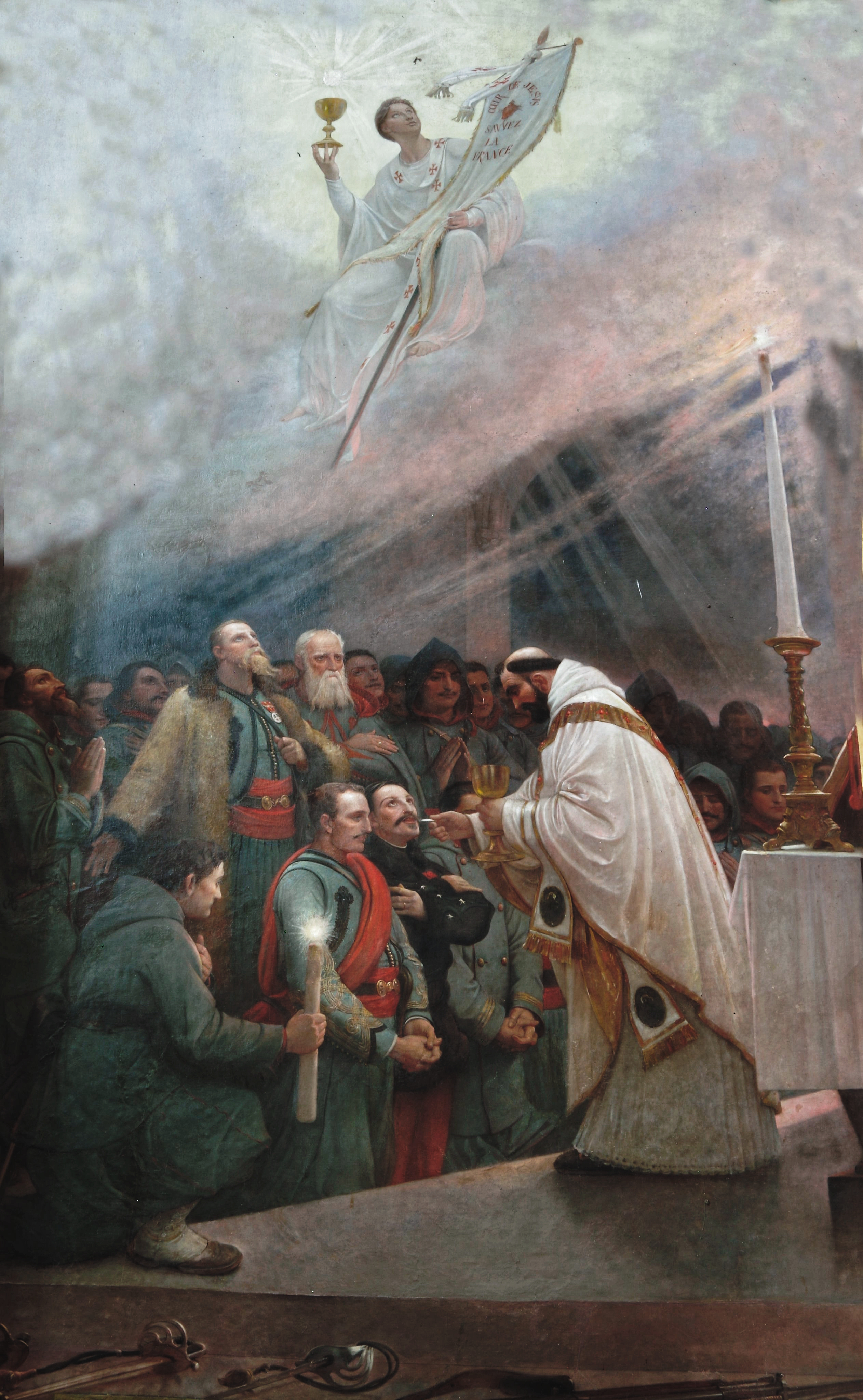
La Communion des Zouaves.

Entre 1919 et 1920 : Démobilisation et liquidation des régiments de marche issus de la Grande Guerre. On ne conserve que six régiments (Les quatre « vieux », ainsi que les 8e et 9e ).
Entre 1920 et 1927, le 2e Zouaves fait campagne au Maroc. Les autres régiments sont représentés par un ou plusieurs bataillons lors de la guerre du Rif en 1925 et 1926.
Le 13 juillet 1927, une loi reconditionne la structure militaire en spécifiant que cette organisation doit en outre pourvoir, en tout temps, à la défense des colonies et pays de protectorat, et de s’adapter aux exigences nouvelles. C’est ainsi qu’une distinction rigoureuse est établie entre celles des forces permanentes qui ne doivent pas quitter le territoire métropolitain et celles auxquelles échoit normalement la protection des colonies.
Les zouaves font donc normalement partie de ces forces appelées troupes d’Afrique, et couvrent les départements français d'Algérie (Algérois, Constantinois et Oranais), ainsi que la Tunisie et le Maroc, alors sous statut de protectorat.
Chaque régiment ayant normalement 1 580 hommes, se dispose ainsi :
- Trois régiments de zouaves en Algérie :
  - le 8e à Oran, (dissous en 1928, il prendra le numéro “2” après la reformation du 8e, motorisé, à Mourmelon en 1934) ;
  - le 9e à Alger, Fort-National et Aumale ;
  - le 3e à Constantine, Philippeville et Batna.
- Un régiment en Tunisie :
  - le 4e à Tunis et Le Kef.
- Deux régiments au Maroc :
  - le 1er à Casablanca et Ouezzane ;
  - le 2e à Oujda et Aknoul (en limite du Maroc espagnol).

### Seconde Guerre mondiale

#### Campagne de France 1939-1940

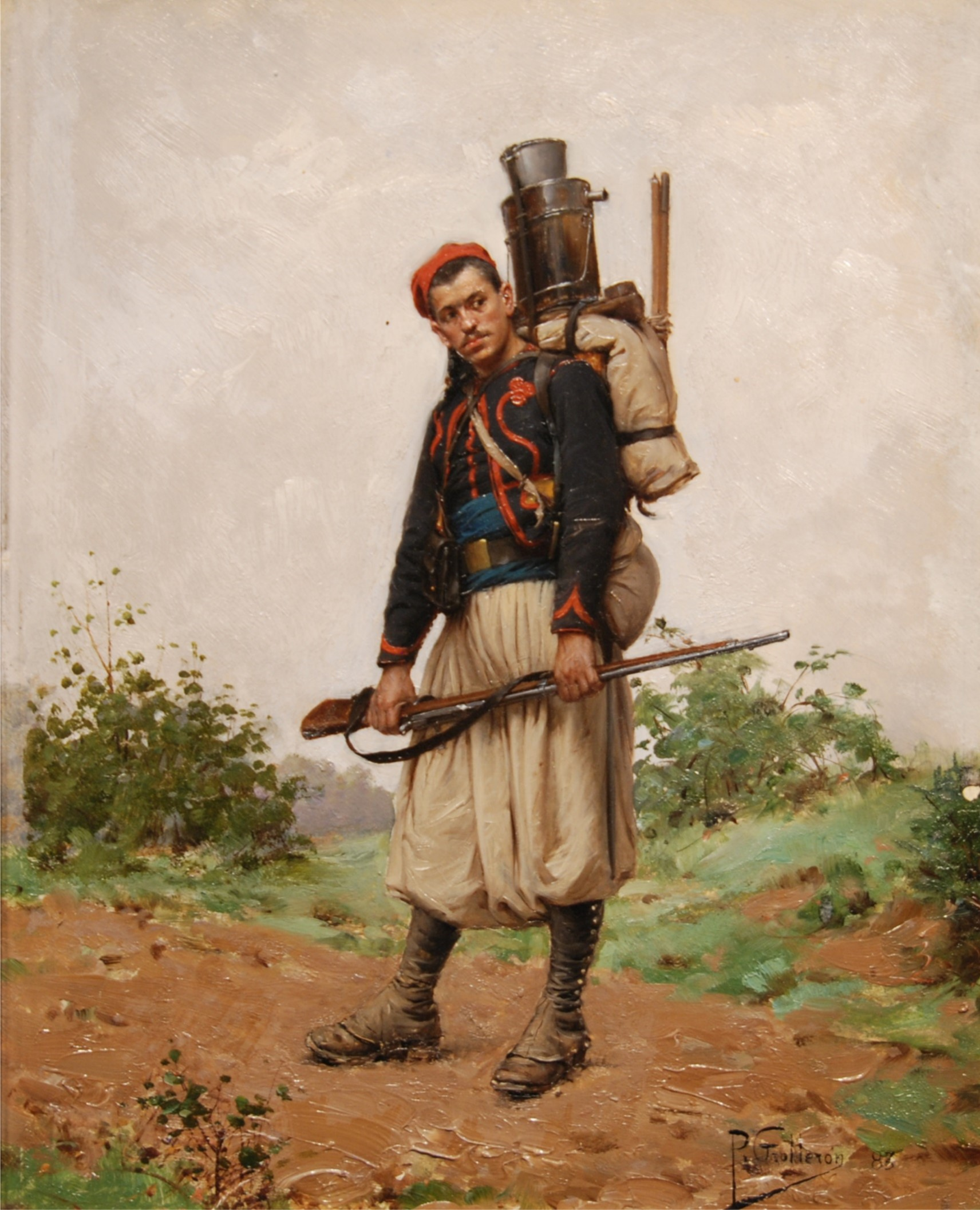
Zouave Grolleron.

À la mobilisation de septembre 1939, les régiments de zouaves sont renforcés par l’arrivée des réservistes qui les portent à l’effectif de guerre. Ainsi ils passent de 1 850 hommes à entre 2 400 (effectif normal d’un régiment de tirailleurs, pour mémoire) et 3 000. Ainsi par exemple, le 4e Zouaves passe à 81 officiers, 342 sous-officiers et 2 667 zouaves, dès octobre 1939.
L’armée française engage quinze régiments de zouaves en 1939 :
- Six régiments actifs, dont les garnisons d’origine sont :
  - 1er : Casablanca, Ouezzane et Albi ; (LCL Fromentin)
  - 2e : Oran (caserne de Château Neuf), Nemours et Castelnaudary ;
  - 3e : Constantine (caserne de la Casbah), Sétif (caserne des Zouaves) et Philippeville (caserne de France) ; (Colonel Chartier)
  - 4e : Tunis (caserne Saussier et de la Casbah), La Goulette et Le Kef (camp des Oliviers) ; (Col. Ablard)
  - 8e : Mourmelon ; (Lieutenant-colonel Anzemberger)
  - 9e : Alger (caserne d’Orléans), Aumale et Fort-National (caserne Rullières) ; (Lt-Col. Tasse)
- Cinq régiments formés en métropole :
  - 11e : Belley ; (Lt-Col. Bousquet)
  - 12e : Avignon ; (Col. Tissané)
  - 13e : Castelnaudary ; (Lt.Col. Pothuau)
  - 14e : Lyon ; (Lt-Col. Bousquet)
  - 15e : Issoudun.

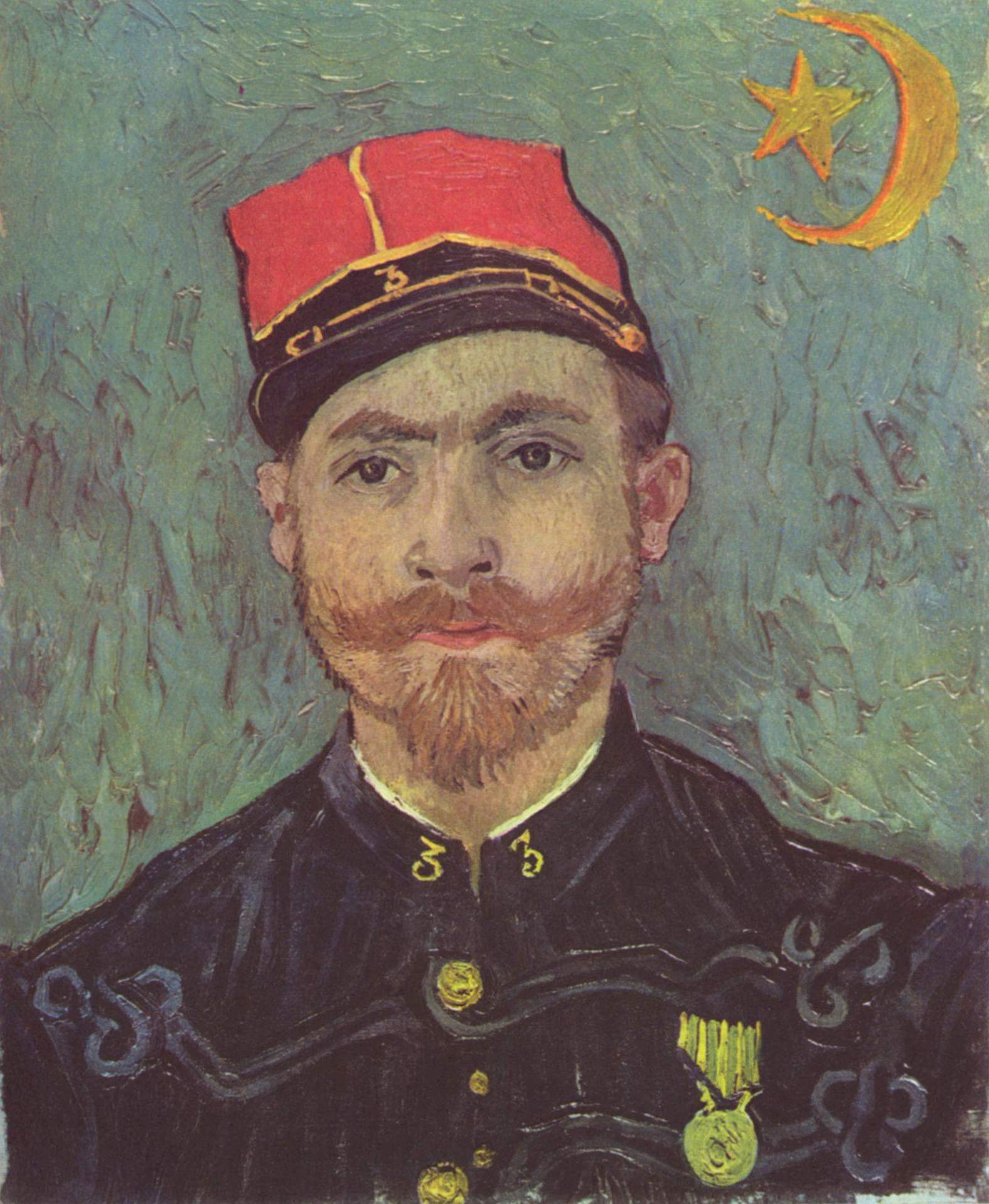
Portrait de Paul-Eugène Milliet par Vincent van Gogh.

Seuls quatre de ces régiments formés en France sont affectés à des divisions, le 15e Zouaves reste à l’état de centre mobilisateur.
Quatre régiments sont créés en Afrique du Nord, et y sont restés comme régiments de dépôt et de protection :
- 21e : Meknès ;
- 22e : Oran et Tlemcen ;
- 23e : Constantine, Sétif et Philippeville ;
- 29e : Alger.

Dix régiments de zouaves, les 1er, 3e, 4e, 5e, 8e, 9e, 11e, 12e, 13e et 14e, combattent pendant la bataille de France en mai-juin 1940. Ils sont jetés dans la bataille sans réels moyens et sont sacrifiés, comme leurs aînés de la Grande Guerre, sans le moindre profit stratégique. Ils sont bousculés, brisés, pris sous le feu de l’aviation et de l’artillerie adverse, et sont pour la plupart capturés. Les 1er, 3e, 4e et 9e RZ sont cités chacun une fois.
Le protocole d'armistice de 1940 prévoit leur dissolution[réf. nécessaire].

#### Campagnes de la libération
Après le débarquement allié en Afrique du Nord en novembre 1942, et avec la crise des effectifs pour la reformation de l'armée française, les zouaves deviennent des unités mixtes et recrutent aussi des musulmans.
Trois régiments, les 1er, 3e et 4e, participent à la campagne de Tunisie en 1942-1943.
Aucune formation de zouaves n'est engagée en 1944 en Italie.
Neuf bataillons prennent part aux campagnes de France et d'Allemagne en 1944-1945 : trois bataillons de Zouaves Portés (BZP) à la 1re division blindée en 1944-1945, le 9e RZ à la suite de la 1re armée française en Alsace et Allemagne enfin le 4e RZ dans les poches de l'Atlantique.
Toutes les unités sont citées une fois au cours de la période.

### Guerre d'Algérie
Dès le début de la guerre d'Algérie, les zouaves, majoritairement composés d’appelés et de rappelés de Métropole ou des départements d’Algérie, sont affectés au maintien de l'ordre. Ceux-ci démantèlent alors de nombreux réseaux du FLN et tentent d’assurer l'ordre et la sécurité en ville, jusqu’à la fin de la guerre et le départ des troupes françaises et leur dissolution en 1962.
Au cessez-le-feu du 19 mars 1962 marquant la fin de la guerre d'Algérie, les unités de zouaves en activité sont :
- le 8e régiment de zouaves, qui forme la 496e UFL-UFO de la force locale algérienne ;
- le 2e régiment de zouaves, qui forme la 501e UFL-UFO de la force locale ;
- le 3e régiment de zouaves, qui forme la 403e UFL-UFO de la force locale.

## Les zouaves français: caractéristiques

### Uniforme

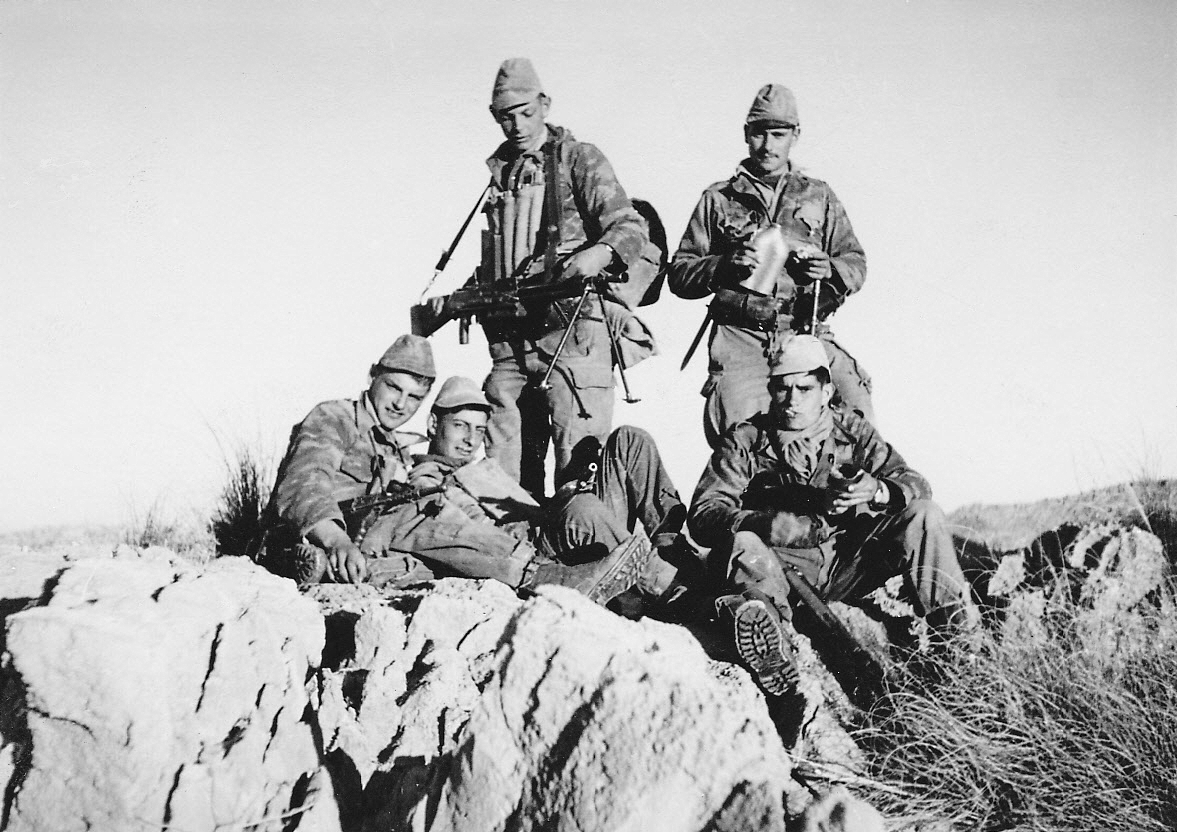
Une patrouille du commando de chasse V66 du 4e Zouaves dans le secteur de la ferme M'Sila entre 1960 et 1962 durant la guerre d'Algérie, équipés de fusils mitrailleurs MAC 24/29 et de pistolets mitrailleurs MAT 49.

L'uniforme des zouaves, inspiré de la tenue traditionnelle masculine algérienne, est fixé en 1831 par le général Lamoricière et dessiné par le commandant Duvivier. Cet uniforme des zouaves, très élaboré, ne changera presque pas de 1830 à 1962. Mais à partir de 1915, il ne sera plus que la tenue de tradition, porté pour les cérémonies et prises d'armes. En effet, si son exotisme participa à la notoriété des zouaves, il se révèle peu pratique pour un usage militaire.
Il se compose d'une coiffe arabe dite « chéchia », sorte de bonnet de feutre rouge, agrémenté d'un gland à franges de couleur variable jusqu'au Second Empire puis bleu moyen par la suite, et d'un turban de coton blanc roulé en boudin autour de la chéchia. La « bedaïa », veste-boléro de forme algérienne, en drap bleu foncé avec passepoils et tresses garance, est portée sur le « sédria », gilet algérien sans manches en drap bleu foncé à tresses garance. Le « tombô » de la veste, sorte de fausse poche dessinée par une arabesque formée par la tresse décorative, est à la couleur du régiment. Le pantalon arabe, le « sarouel » (dit aussi « saroual », « seroual » ou encore « serouel ») est d'une forme très ample et sans séparation d'entre-jambe. Il possède même un trou au fond, le « trou Lamoricière », prévu pour laisser écouler l'eau lors des passages de rivière. Une ceinture de laine bleu indigo vient s'enrouler à la jonction du bas du gilet et du haut du sarouel (cette ceinture est destinée à tenir les intestins au chaud pour lutter contre la dysenterie). La ceinture, qui mesurait 40 centimètres de large pour quatre mètres de long, était l’élément le plus difficile à mettre, le zouave devant souvent appeler à l’aide un de ses compagnons. En guise de manteau, le zouave possède un collet à capuchon, sorte de pèlerine ample mais courte, fabriquée en drap de couleur « gris de fer bleuté ». De hautes guêtres de drap bleu foncé ou de toile blanche selon la saison ou la circonstance, portées avec des souliers cloutés de cuir noir, complètent la silhouette du zouave. Les guêtres sont remplacées vers 1905 par des bandes molletières en drap de la couleur du collet.
Le style de cet uniforme, partagé avec les troupes indigènes de tirailleurs et de spahis en Algérie, différant totalement de celui des autres troupes d'infanterie française, a pour origine le style vestimentaire des populations kabyles de l'époque, dont la tenue traditionnelle s'inspirait très largement de celle des envahisseurs turcs qui occupaient le pays depuis des décennies.
Cet uniforme que portent les zouaves a une implication des plus importantes dans l’esprit de corps de ces hommes hors du commun à forte proportion d’engagés volontaires et de rengagés, ce qui explique la ténacité, la force et la cohésion au sein des divers régiments.
De ce fait la tenue « à l’orientale » si remarquable ne subira pratiquement aucune modification, du moins pour la troupe, pendant toute sa période de dotation.

Une tenue aussi étrange et romantique tient plus d’une mode et d’une fascination pour les choses exotiques lors de la dernière moitié du XIXe siècle, que d’une réelle exigence bien fondée et raisonnable en termes d’habillement militaire. Ainsi l’on tente de concilier l’inconciliable, car le zouave a besoin d’une tenue chaude pour les nuits fraîches et d’une tenue fraîche pour les journées chaudes. Et ces effets comportent énormément de défaillances : son pantalon large s’accroche dans les broussailles, veste et gilet découvrent le cou, le collet à capuchon ne protège pas les jambes ni les cuisses du froid et de la pluie, et la chéchia ne protège contre rien… et pourtant, le prestige eut le dessus. 

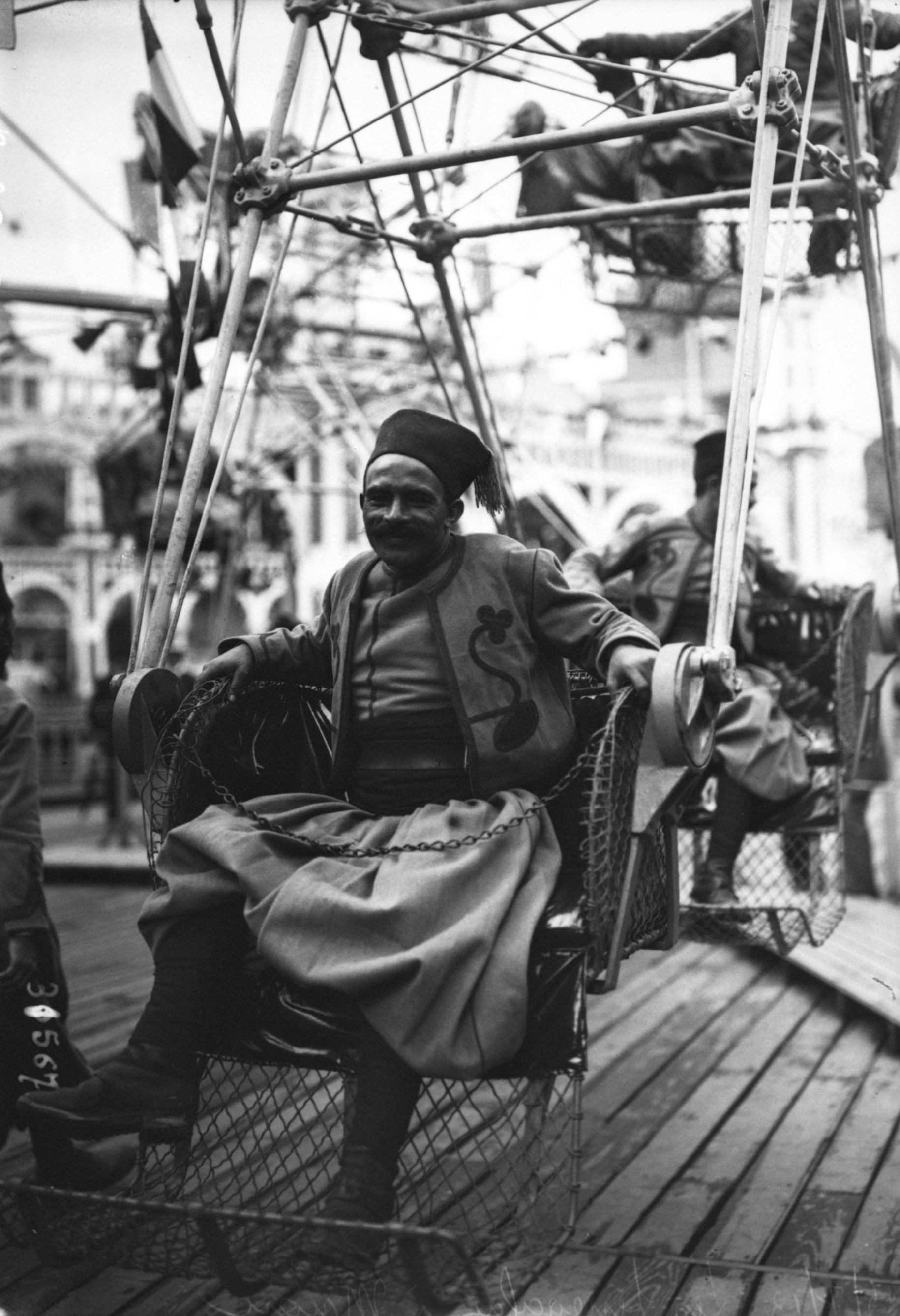
Tirailleur algérien à Magic City, Paris, en 1913.

 À partir de fin 1914, alors que les régiments métropolitains adoptent dans l'urgence de nouveaux effets en drap bleu horizon, le drap kaki est octroyé en priorité aux régiments de l'armée d'Afrique et à une partie des troupes coloniales (même s'il faut attendre encore un an pour qu'en plus de la vareuse, la capote soit également couleur kaki). Tout d'abord de teinte allant du marron jaune au vert caca d'oie, la nouvelle tenue des zouaves relègue l'uniforme oriental aux effets de sortie ou de prise d'armes. Le « sarouel » adopte une forme moins ample et à jambes séparées, dite « culotte cycliste » ou « culotte russe », la veste de coupe européenne remplace les effets arabes, les chéchias, lorsqu'elles ne sont pas remplacées par le casque Adrian, modèle 1915, sont masquées par des manchons de toile sable ou cachou.
De ces premiers essais restés sous le sobriquet de drap « moutarde » naitra la nuance kaki, un vert foncé, qui s'impose pour toute l'armée après 1922.
Les zouaves, à l'instar de leurs camarades tirailleurs et spahis retrouveront leur tenue orientale pour les prises d'armes, les cérémonies et en tenue de sortie, à partir de 1928.
Les officiers de zouaves, par décision ministérielle parue au bulletin officiel du 15 novembre 1927, se voient autorisés à porter leurs tenues à l'orientale d'avant-guerre au titre de tenue de sortie, de même que les officiers de spahis, tirailleurs et chasseurs d'Afrique.
Cette tenue subit de légères modifications à l'occasion de la réapparition de la grande tenue, décrite au bulletin officielle du 28 mai 1931, pour l'ensemble des officiers de l'armée de terre.

### Décorations
Pour les décorations et les citations, les zouaves, avec les tirailleurs nord-africains, viennent juste après les deux régiments les plus décorés de l'armée française (le Régiment d'infanterie coloniale du Maroc (RICM), appartenant aux troupes coloniales, et le Régiment de marche de la Légion étrangère, appartenant à l'Armée d'Afrique).
Il n’y a pas de liaison directe entre le port d’une fourragère et l’attribution au drapeau de la décoration correspondante, car c’est uniquement le nombre de citations à l’ordre de l’Armée qui est pris en compte pour l’attribution de la fourragère à une unité.

#### Drapeaux

Drapeau du 1er régiment de zouaves.

- Drapeaux décorés de la Légion d'honneur
  - 2e régiment de zouaves (20/06/1859)
  - 3e régiment de zouaves (09/11/1863)
  - 4e régiment de zouaves (05/07/1919)
  - 8e régiment de zouaves (05/07/1919)
  - 9e régiment de zouaves (05/07/1919)
- Drapeaux décorés de la Médaille militaire
  - 3e régiment de zouaves (05/07/1919)
- Inscriptions portées sur les drapeaux :
  - 1er régiment de zouaves : Constantine 1837, Sébastopol 1854-1855, Melegnano 1859, Puebla 1863, Maroc 1908-1911-1914, La Somme 1916, Les Monts 1917, L'Ailette 1918, Montagne de Reims 1940, Danube1945.
  - 2e régiment de zouaves : Laghouat 1852, Sébastopol 1854-1855, Magenta 1859, Puebla 1863, Extrême-Orient 1884-1885, Maroc 1907-1912, Champagne 1915, Verdun-Noyon 1916-1918, Vosges 1944.
  - 3e régiment de zouaves : Sébastopol 1854-1855, Kabylie 1857, Palestro 1859, San Lorenzo 1863, Maroc 1908-1912, Champagne 1915, Verdun 1916, Moreuil-Noyon 1918, Le Faid 1943, Danube 1945.
  - 2e régiment bis de zouaves : l'Yser 1914, Monastir 1916, Doiran1918.
  - 4e régiment de zouaves : Sébastopol 1854-1855, Magenta 1859, Solferino 1859, la Marne-l'Yser 1914, Verdun 1916, La Malmaison 1917, Noyon-l'Oise 1918, Soissonnais 1918, Royan 1945.
  - 8e régiment de zouaves : Saint-Gond 1914, Artois 1915, Champagne 1915, Les Monts 1917, Verdun 1917, Soissonnais 1918, Vauxaillon 1918.
  - 9e régiment de zouaves : l'Yser 1914, Verdun 1916, Cœuvres 1918, Saconin 1918, Breuil 1918, Montdidier 1918, Berry-au-bac 1918, Roche-les-Blamont 1944.
  - 1er régiment mixte de zouaves et de tirailleurs : l'Yser 1914, Verdun 1916, la Somme 1916, Les Monts 1917,-l'Aisne 1918, Montdidier 1918.
  - 2e régiment mixte de zouaves et de tirailleurs : Le Matz 1918, Soissonnais 1918, L'Ailette 1918, Somme-Py 1918.

#### Première Guerre mondiale

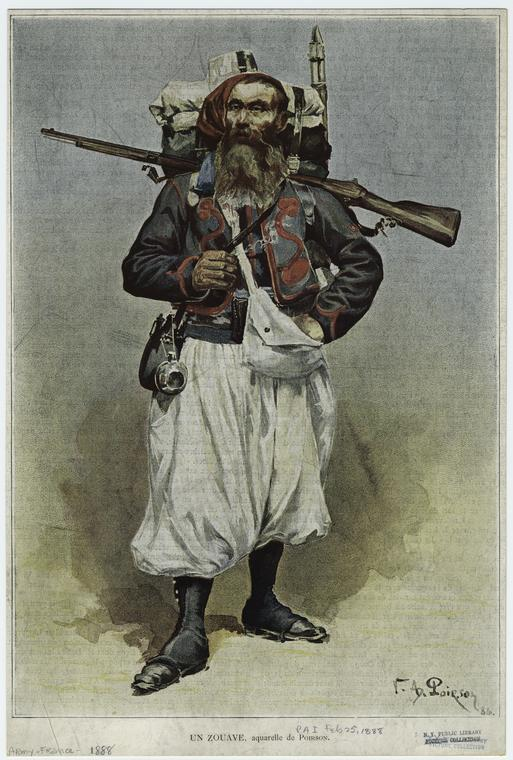
Un Zouave par Victor-Armand Poirson.

Au cours de la Grande Guerre, les 8 régiments de zouaves (mixtes zouaves-tirailleurs non inclus) obtiennent :
- 42 citations collectives à l'ordre de l'Armée ;
- 4 fourragères aux couleurs du ruban de la Légion d'honneur (6-8 citations à l'ordre de l'Armée)
  - 3e régiment de zouaves
  - 4e régiment de zouaves
  - 8e régiment de zouaves
  - 9e régiment de zouaves
- 3 fourragères aux couleurs du ruban de la Médaille militaire (4-5 citations à l'ordre de l'Armée)
  - 1er régiment de zouaves
  - 2e régiment de zouaves
  - 3e régiment bis de zouaves ;
- 1 fourragère aux couleurs du ruban de la Croix de guerre 1914-1918 (2-3 citations à l'ordre de l'Armée)
  - 2e régiment bis de zouaves.

#### Seconde Guerre mondiale
- Fourragère aux couleurs du ruban de la Croix de Guerre 1939-1945 (2-3 citations à l'ordre de l'Armée)
  - 4e régiment de zouaves (1947)
  - 3e bataillon de zouaves portés (3e BZP)

#### Citations militaires
Le 5 juillet 1919, un décret du président de la République Raymond Poincaré, attribue la Légion d'honneur ou la Médaille militaire (pour ceux étant déjà décorés de la Légion d'honneur) aux drapeaux de 14 régiments qui se sont illustrés au cours de la Première Guerre mondiale, sur plusieurs centaines ayant servi. On dénombre parmi eux quatre régiments de zouaves (3e, 4e, 8e et 9e), trois de tirailleurs (2e, 4e et 7e) et un mixte zouaves-tirailleurs (4e) sur un total de vingt-cinq régiments de zouaves ou tirailleurs en activité au 11 novembre 1918.

### Liste des régiments de zouaves de l'armée française

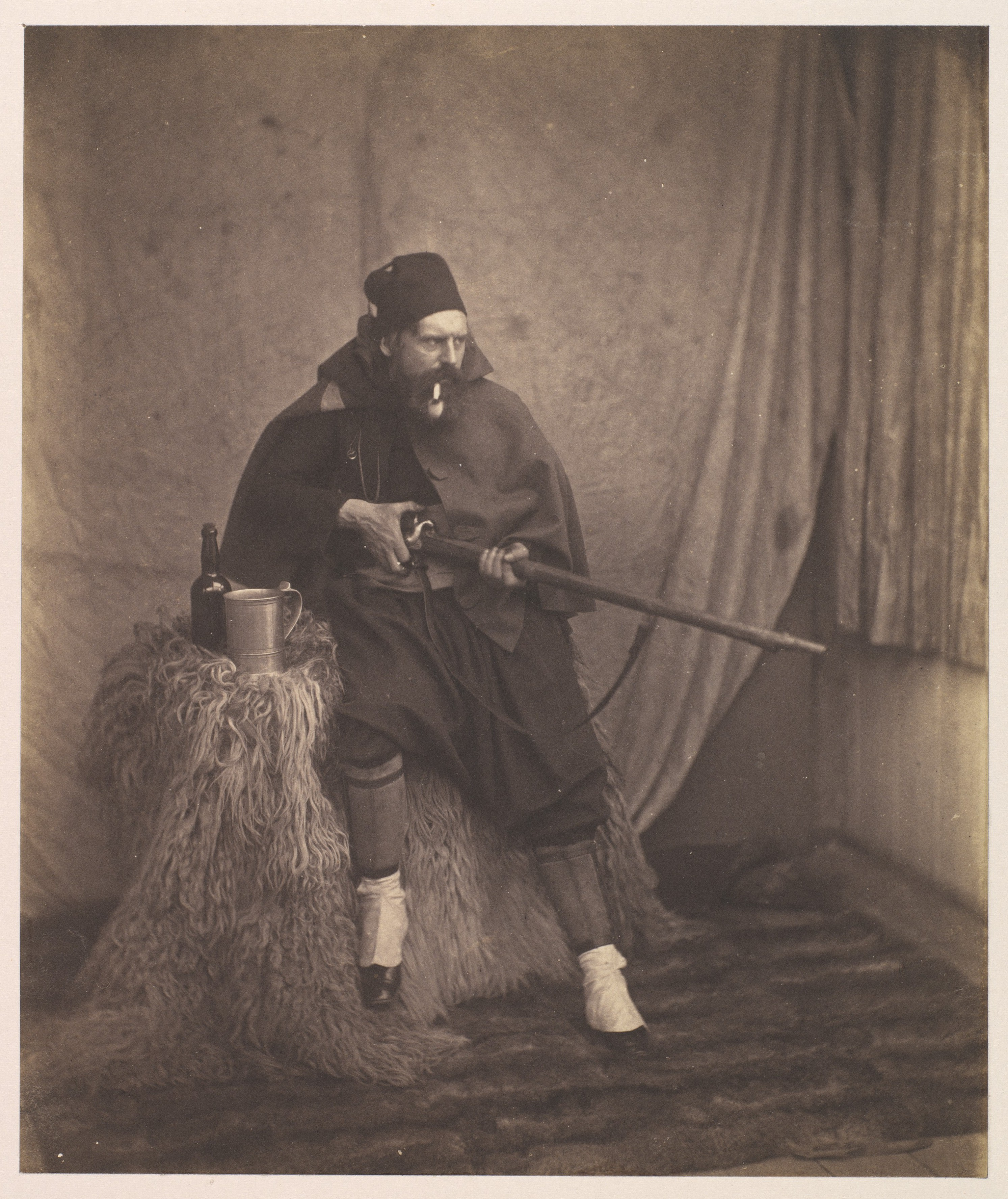
Zouave, 2e régiment de zouaves.

- Zouave, 2e régiment de zouaves.1er régiment de zouaves : formé en 1852, dissous en 1949 et reformé pendant la période 1956-1960. Croix de guerre 1914-1918 (5 palmes et une étoile vermeille) et Croix de guerre 1939-1945 (2 palmes) ;
- 2e régiment de zouaves : formé en 1852 et dissous en 1962. Légion d'honneur (obtenue lors de la bataille de Magenta), Croix de guerre 1914-1918 (5 palmes et une étoile d'argent) et Croix de guerre 1939-1945 (2 palmes) ;
- 3e régiment de zouaves formé en 1852 et dissous en 1962. Légion d'honneur (obtenue lors de la bataille de San Lorenzo, Mexique 1863), Croix de guerre 1914-1918 (6 palmes) et Croix de guerre 1939-1945 (2 palmes) ;
- Régiment de zouaves de la Garde impériale : formé en 1854, devenu le 4e régiment de zouaves en 1870 et dissous en 1962. Légion d'honneur, Croix de guerre 1914-1918 (7 palmes) et Croix de guerre 1939-1945 (2 palmes)[Note 3];
- 8e régiment de zouaves : formé en 1914, dissous en 1928, reformé en 1934-1940, à nouveau dissous, il est reformé deux fois d'abord en 1946-1956, puis durant la guerre d'Algérie (1959-1962). Légion d'honneur et Croix de guerre 1914-1918 (7 palmes et une étoile d'argent) ;
- 9e régiment de zouaves : formé en 1914 et dissous en 1940 ; reformé en 1943 et à nouveau dissous en 1962 ; réactivé en 1982 et à nouveau dissous en 2006 au Centre d'entraînement commando (CEC) de Givet dans les Ardennes. Légion d'honneur, Croix de guerre 1914-1918 (6 palmes et une étoile d'argent) et Croix de guerre 1939-1945 (2 palmes).
- 11e régiment de zouaves : formé en 1939 et dissous en 1940. Sa devise : « Œil pour œil, dent pour dent » ;
- 12e régiment de zouaves : formé en 1939 et dissous en 1940 ;
- 13e régiment de zouaves : formé en 1919 et dissous en 1940. Sa devise : « Avec le sourire » ;
- 14e régiment de zouaves : formé en 1939 et dissous en 1940 ;
- 21e régiment de zouaves : formé en 1939 et dissous en 1940 (régiment d'instruction) ;
- 22e régiment de zouaves ;
- 23e régiment de zouaves ;
- 29e régiment de zouaves.

### Régiments mixtes de zouaves et tirailleurs en 1914-1918
Créés lors de la Première Guerre mondiale avec deux bataillons de Tirailleurs algériens et un bataillon de Zouaves. Ils perdent leur bataillon de Zouaves entre avril et juillet 1918 et deviennent alors entièrement composés de tirailleurs. Les 2e et 3e sont transformés respectivement en 13e RMT et 6e RMT alors que les 1er et 4e conservent leur nom de mixte jusqu'en 1920.
- 1er régiment mixte de zouaves et tirailleurs, il perd son bataillon de Zouaves en juillet 1918 mais conserve son nom de mixte jusqu'en octobre 1920 et devient le 43e RMT.
- 2e régiment mixte de zouaves et tirailleurs, devient le 13e RMT en juin 1918.
- 3e régiment mixte de zouaves et tirailleurs, devient le 6e RMT en mai 1918.
- 4e régiment mixte de zouaves et tirailleurs, il perd son bataillon de Zouaves en avril 1918 mais conserve son nom de mixte jusqu'en octobre 1920 et devient le 16e RMT.

### Mémoire
Une statue représentant un zouave se trouve sur le pilier du pont de l'Alma à Paris. Il est surtout connu des Parisiens comme indicateur de l'intensité des crues de la Seine. La statue fut installée, avec trois sculptures représentant les troupes ayant participé à la guerre de Crimée, sur les piles de l'ancien pont de l'Alma, nommé d'après la bataille éponyme (1854) où des zouaves s'étaient illustrés. Œuvre de Georges Diebolt, c'est la seule qui subsiste depuis la construction du nouveau pont en 1974.

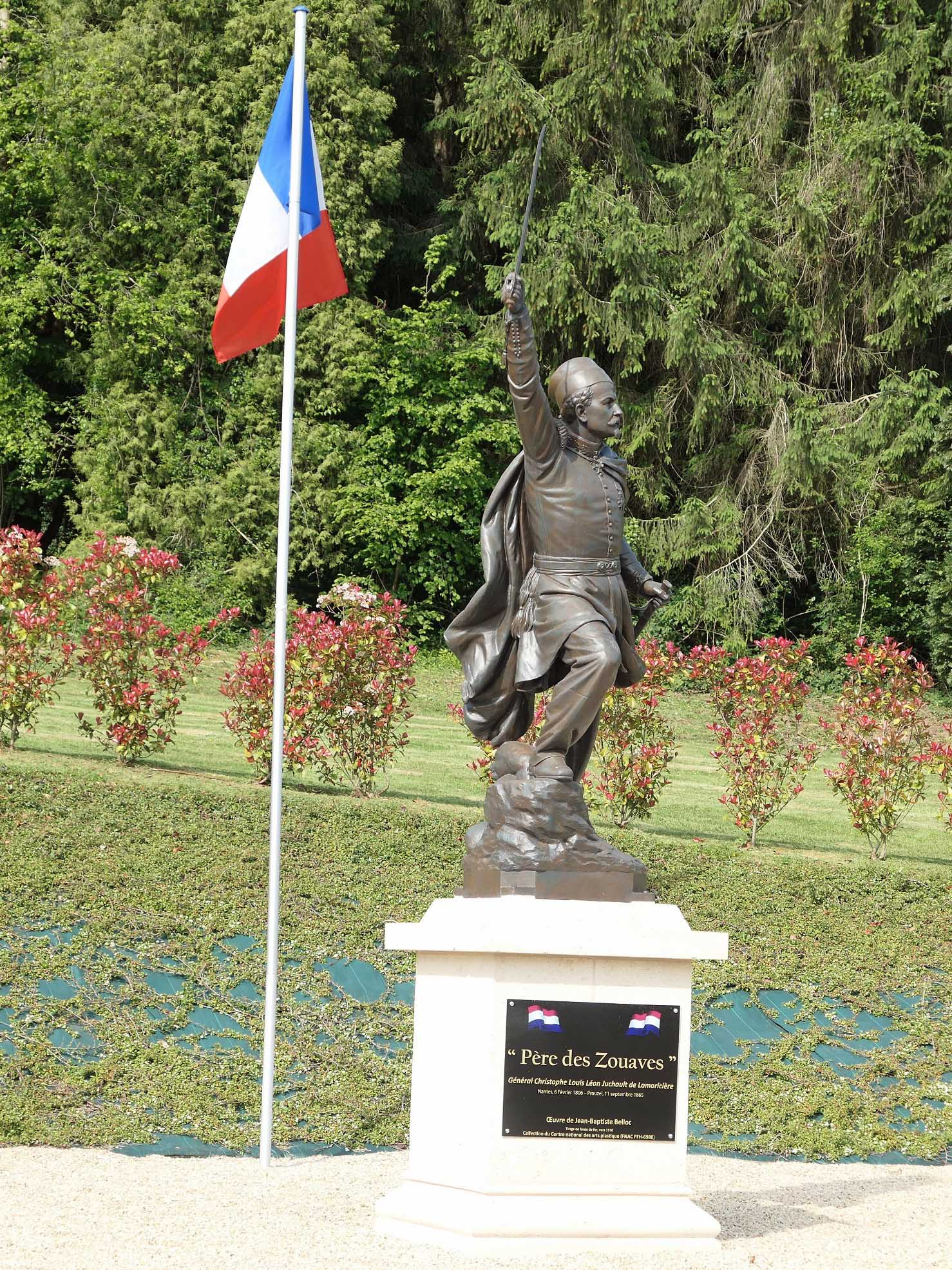
Butte des Zouaves.

Un monument en souvenir et en hommage aux Zouaves a été érigé (49° 29′ 20″ N, 3° 02′ 56″ E) le 29 septembre 2013 à Moulin-sous-Touvent, dans l'Oise. Ce monument jouxte un tertre, dit « Butte des Zouaves », où des zouaves furent ensevelis au cours d'un bombardement lors de la Première Guerre mondiale.
À Souchez dans le Pas-de-Calais, un lieu porte le nom de « vallée des Zouaves » en souvenir des durs combats qu'ils menèrent en 1915.
À Rosny-sous-Bois en Seine-Saint-Denis une voie porte le nom de rue du 4e Zouaves (abréviation de 4e régiment de Zouaves, source de confusions orthographiques) en hommage au fait que l'un de ses bataillons était stationné au fort de Rosny. Il en est de même pour d'autres motifs à Sélestat, La Roche-Posay, Bry-sur-Marne,Chavignon, Saint-Martin-de-Ré, Orvillers-Sorel, Tracy-le-Val et Médis.
À Munster dans le Haut-Rhin, une voie porte le nom de rue du 9e Zouaves, (abréviation de 9e régiment de Zouaves, source de confusions orthographiques) en hommage à ce régiment qui a libéré Munster de l'occupation nazie le 5 février 1945. Il en est de même à Trosly-Loire dans  l'Aisne car ce 9e Zouaves a tenu bon le pont de la Tinette situé entre Trosly-Loire et Champs lors de la bataille de l'Ailette entre le 18 mai et le 7 juin 1940.

## Les zouaves d'autres pays
Le prestige gagné par les régiments français de zouaves au cours du XIXe siècle en Algérie et surtout en Crimée ont donné l'idée à d'autres armées de créer des unités similaires.

### Zouaves pontificaux

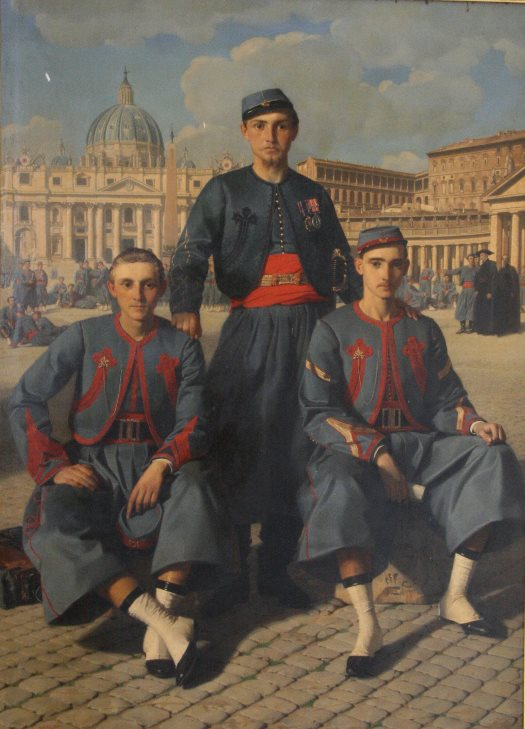
Frère Gaston, Louis et Charles de Villèle.

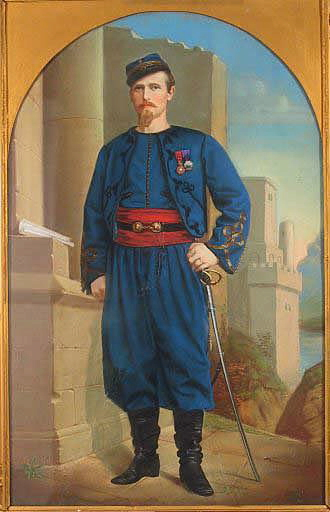
Portrait d'Athanase de Charette de La Contrie, huile sur toile de F. Léon, 1861.

Les premiers créés sont les zouaves pontificaux (Zuavi Pontifici) en 1860 à l'appel du pape Pie IX ; leur organisation est confiée au général français de La Moricière qui avait réorganisé les zouaves en Algérie en 1841. Opposé à Napoléon III, il s'était exilé en 1851.
Les zouaves pontificaux se battent victorieusement le 3 novembre 1867 à Mentana contre les troupes de Garibaldi qui souhaitent conquérir Rome afin de l'unir au royaume d'Italie. Après l’entrée des troupes italiennes de Victor-Emmanuel II à Rome en 1870, leur unité est dissoute. Ils rejoignent alors en France les Garibaldiens qui se battent aux côtés du Gouvernement de la Défense nationale lors de la guerre franco-prussienne, et sont de nouveaux dissous après l’entrée des Prussiens dans Paris.
Leur tenue est très similaire à la tenue des zouaves de l'armée française (que Lamoricière avait fait adopter), ce qui fera dire à la cour de Pie IX : « C'est bien une idée de Français de vêtir les défenseurs du Pape en mahométans ! »
L’un des zouaves pontificaux les plus connus est John Surratt (1844-1916), impliqué dans l'assassinat d'Abraham Lincoln en 1865 : ayant fui en Europe, il servit quelque temps dans la neuvième compagnie, sous le nom de John Watson.

### Brésil
Dans l'empire du Brésil, des compagnies de volontaires noirs appelés Zuavos baianos (« zouaves de Bahia »), provenant de la province de Bahia, ont combattu pendant la guerre du Paraguay (1864-1870),.

### États-Unis
Plusieurs unités de zouaves furent formées dans les deux camps, surtout du côté de l'Union, lors de la guerre de Sécession. L’armée nordiste a aligné plus de 70 unités de volontaires portant le nom de zouaves au long du conflit ; pour leur part, les Sudistes organisèrent plus de 25 compagnies de zouaves.
Au moins au début du conflit, les unités de zouaves tenaient le rôle de chasseurs à pied, des fantassins mobiles de l'infanterie légère déployés en ordre lâche plutôt que l’ordre serré pour manœuvrer. Ils se déplaçaient au pas redoublé, tiraient et rechargeaient leur arme de préférence en position couchée ou à genoux.

#### Unités sudistes

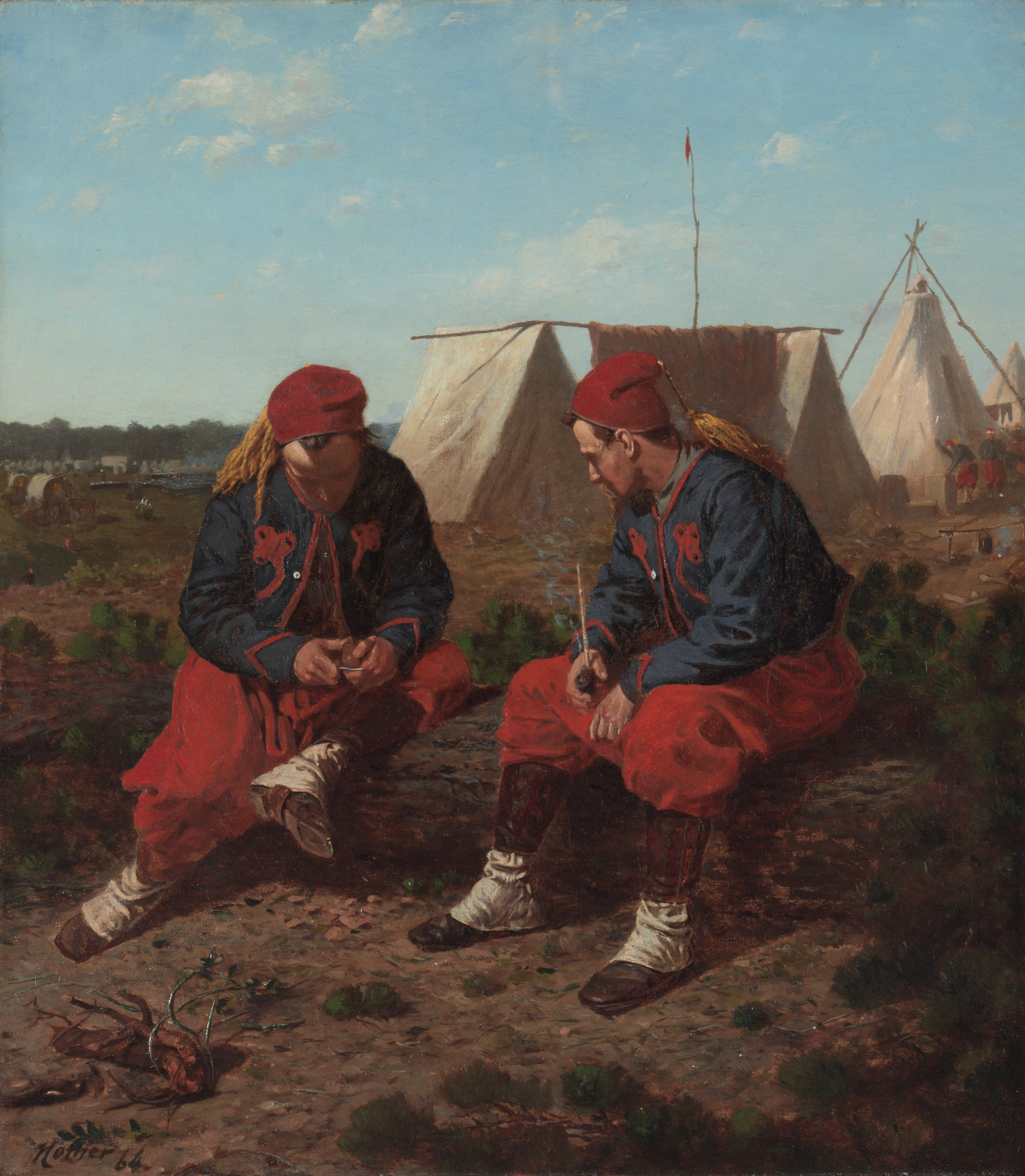
The Brierwood Pipe par Winslow Homer.

Les Confédérés créent peu d'unités, essentiellement en Louisiane (Tigers zouaves, Coppen's Zouaves battalion, Louisiana zouaves). Leur création le 22 mars 1861 à Camp Walker, près de la Nouvelle-Orléans est due aux quatre fils du baron français Auguste Coppens, en particulier Georges de Coppens, lieutenant-colonel tué en 1862 à la bataille d'Antietam à la tête du 8th Florida Régiment.
Celui-ci a commencé par commander le 1er bataillon de zouaves, avec pour lieutenant son frère Alfred, pour majors Fulgence de Bordenave, capitaine de zouaves français qui avait combattu en Algérie et en Crimée, Weldemar Hyllested, Jean-Baptiste Souillard, ancien ingénieur français du génie et Paul-François de Gournay qui édite le Daily Picayune. Le régiment est organisé à Pensacola en Floride en 6 compagnies portant chacun une lettre de A à F. La compagnie A devient le 1er bataillon d'infanterie des Zouaves de Coppens, les compagnies B et C deviennent le 7e bataillon de Louisiane, la compagnie E devient en 1862, le 1er bataillon d'artillerie lourde de Louisiane (12e bataillon de l'armée confédérée). Leur hymne de guerre est le « Rondeau des Zou Zou »[réf. nécessaire].
Il existe un monument en mémoire du bataillon Dupeire des Zouaves de Louisiane qui comportait 2 compagnies (Dupeire's Louisiana Zouaves battalion).

#### Unités nordistes

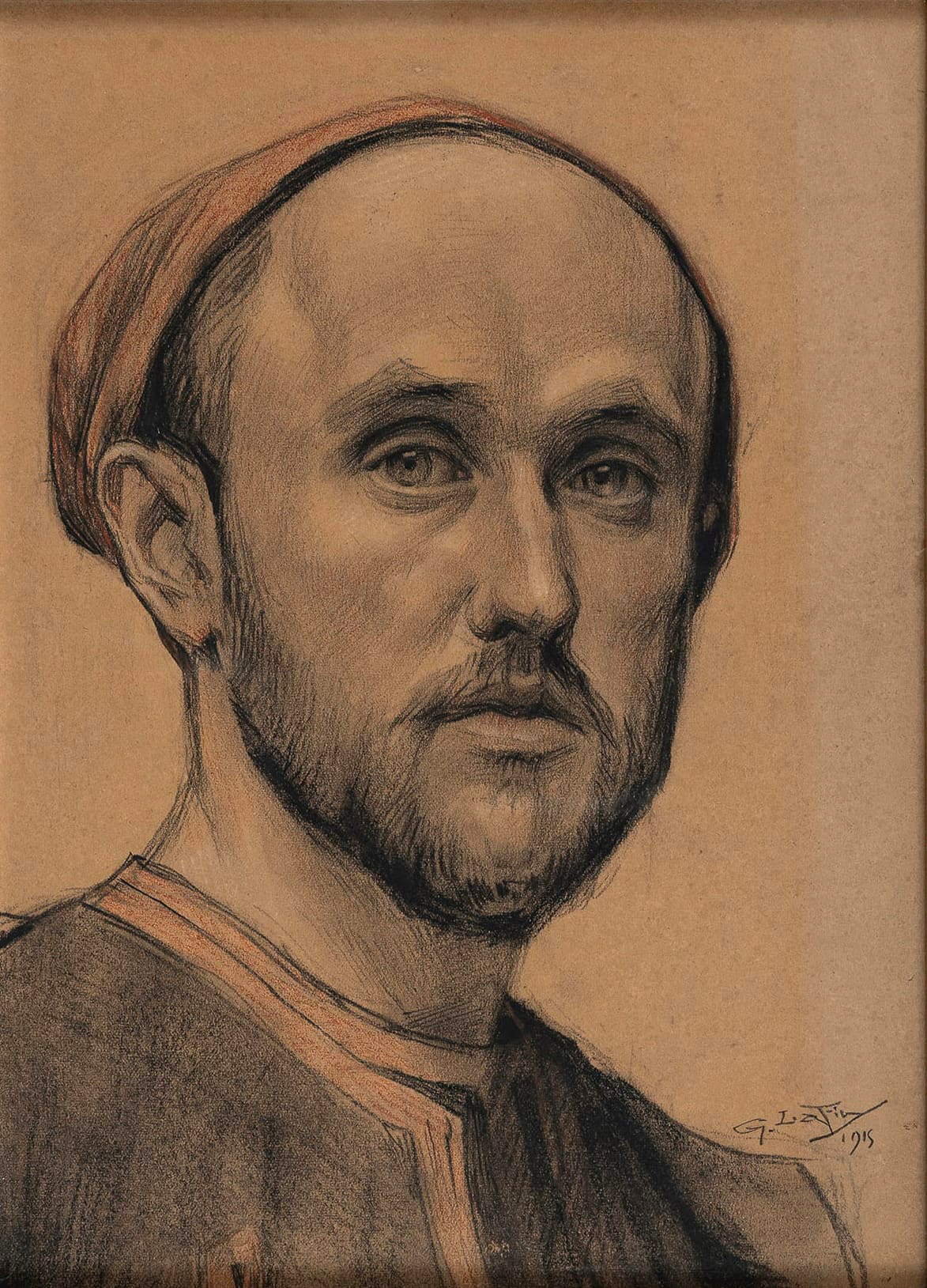
A Zouave. Signé et daté, 1915.

De son côté, au Nord, l'Union équipe de nombreux régiments de zouaves, zouaves parfois uniquement de nom. Leur création est due au Colonel Elmer E. Ellsworth (en) qui avait étudié les zouaves et avait été impressionné par les rapports sur leur combativité. Il fut conseillé par Charles de Villers, un médecin militaire français qui avait servi pendant l'expédition d'Alger en 1830 et fit adopter des tenues similaires.
Les plus célèbres sont le 5e régiment des volontaires de New York, surnommés les zouaves de Duryee ou les Red Devils, le 11e régiment des volontaires de New York, surnommés les zouaves de feu, le 9th New York (Hawkin's zouaves), le 10th New York (National Zouaves), le 62nd New York (Anderson zouaves), le 114th Pennsylvania (Collis Zouaves), le 165th New York, etc.
Le 11e fut d'abord commandé par le colonel Ellsworth (mort en 1861), puis durement entamé lors de la première bataille de Bull Run. Le 5e était considéré comme une unité d'élite de l'armée du Potomac, et incorporé dans la division de Sykes. À la seconde bataille de Bull Run, le 5e régiment de New York, accompagné du 11e régiment de New York (les zouaves nationaux), participa à l’attaque de flanc du corps de Longstreet pendant dix minutes cruciales, avant d'être mis hors de combat : sur 525 hommes, 120 furent tués et 330 blessés durant ces dix minutes.
À partir de 1863, l'uniforme de zouave est donné en récompense aux unités méritantes de l'armée nordiste et il y aura davantage d'unités de zouaves à la fin de la guerre qu'à son début. Dans les années 1870-1880 les zouaves furent progressivement assimilés aux unités régulières de l'US Army.

### Pologne: les «Zouaves de la Mort»
Les Zouaves de la mort (en) (en polonais Żuawi śmierci) sont une unité de zouaves formée lors de l'insurrection polonaise contre les Russes de 1861 à 1864. L'idée de leur création est due au lieutenant français François Rochebrune à qui en est confiée l'organisation.
Ils participent à plusieurs batailles, comme Miechów, Chroberz, Grochowiska, Krzykawka, Pobiednik Mały, subissant de lourdes pertes comme l’annonçait leur devise « La Victoire ou la Mort ».